# Peugeot 406 Coupé
La Peugeot 406 Coupé est un coupé commercialisé par le constructeur automobile français Peugeot, de mai 1997 à octobre 2004. Issue de la berline 406, elle n’en conserve néanmoins aucun élément de carrosserie. Produite dans l’usine de San Giorgio Canavese, à proximité de Turin, elle est le fruit d’une collaboration entre Peugeot et le carrossier italien Pininfarina.
Présentée pour la première fois au public en octobre 1996 au Mondial de Paris, sa commercialisation débute en mai 1997. Disponible en différentes motorisations essence et diesel allant de 135 à 210 ch, le coupé donne également naissance à quelques versions spéciales.

## Historique

### Contexte

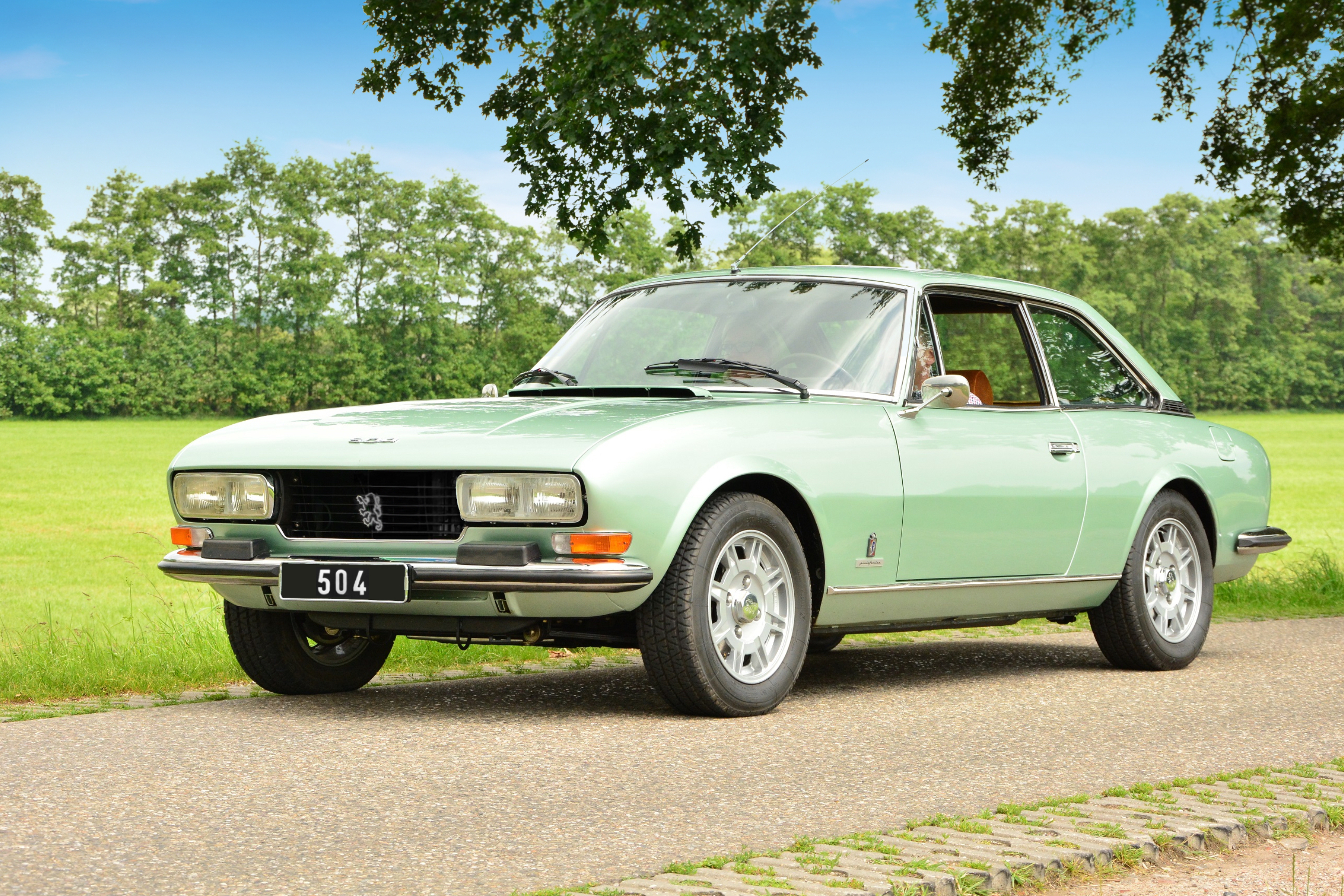
La Peugeot 504 Coupé, prédécesseure de la 406 Coupé sortie 28 ans plus tôt.

Le coupé est une tradition de longue date chez Peugeot. Le tout premier modèle de cette lignée, la Peugeot Type 21, remonte à 1898. Cependant, après l’arrêt de la production de la 504 Coupé en 1983, aucun modèle n’assure la relève. En effet, Peugeot connait des difficultés financières à la suite de son échec d’export aux États-Unis et au rachat de Chrysler-Simca en août 1978. Les projets de nouveaux modèles coupés sur la 505 puis la 405 sont donc abandonnés.
Au début des années 1990, Peugeot décide de se tourner vers le carrossier italien Pininfarina pour le dessin du futur modèle. Avant cela, Peugeot sollicite son équipe de design interne, qui refuse cette proposition. En effet, Gérard Welter, président du design chez Peugeot à cette époque, justifie ce refus en invoquant une surcharge de travail, mais redoute surtout d’être mis en concurrence avec la firme italienne. Il est surtout convaincu que Pininfarina ne peut pas commettre d’erreur, sachant que la marque doit également produire le coupé dans ses usines de Grugliasco et San Giorgio Canavese. De plus, il sait que la marque italienne est déjà habituée aux méthodes de Peugeot, les deux ayant déjà collaboré sur de nombreux modèles par le passé.

### Conception et développement
La direction de Peugeot approuve le projet d’une version deux portes dérivée de la future berline 406, appelé en interne « projet D85 ». Dès juin 1992, chez Pininfarina Studi e Ricerche, l’exploration stylistique démarre avec la création de multiples croquis illustrant des véhicules aux lignes générales diverses. Les premiers dessins conçus par le carrossier italien présentent des lignes très arrondies et adoptent un style appelé bio-design, similaire à de multiples productions japonaises de l’époque, comme la Mazda RX-7 III.
| Images externes |                                                |
|                 | Les premiers croquis de Maurizio Corbi.        |
|                 | Dessins du coupé par Davide Arcangeli en 1992. |

Le designer Maurizio Corbi propose plus tard deux croquis se rapprochant plus de la version finale. Cependant, la forme générale n’est pas aussi allongée que celle qui sera finalement choisie, et beaucoup de détails ne sont pas conservés. Le premier dessin décrit les formes générales et aborde l’idée d’avoir une fine entrée d’air qui relie deux phares très marqués, en plus, les feux arrière sont connectés par une bande lumineuse qui englobe même la plaque d’immatriculation. Le second croquis de Maurizio arbore un arrière plus simple et plus proche de la version finale, mais la calandre ovale et la disposition des phares est plus proche de la future Maserati 3200 GT, dessinée par Giorgetto Giugiaro.
Reprenant les travaux de Maurizio, c’est finalement le designer Davide Arcangeli qui travaille sur la version finale de la forme du futur coupé, sous la direction de Lorenzo Ramaciotti. Il peaufine pendant plus d’un an les courbes du modèle, puis deux maquettes taille réelle sont produites au cours en septembre 1992. Le style est définitivement gelé en avril 1993, avec la création de la dernière maquette d’étude qui fixe à 95 % le design du coupé. Enfin, la maquette de référence est terminée en janvier 1995.
Après la phase de recherche stylistique, les ingénieurs de Pininfarina travaillent sur la mécanique du modèle. Le futur coupé doit partager le même empattement, le même soubassement de châssis, le même intérieur, les mêmes motorisations et la plupart des composants mécaniques avec la berline. Cependant, la carrosserie est entièrement différente, ce qui nécessite une organisation industrielle spécifique. Le début du développement du coupé se fait donc parallèlement à la fin de celui de la berline. La mise en place de l’outil de production est confiée à Industrie Pininfarina en 1993 pour répondre à ce besoin. Le contrat initial porte sur la production de 70 000 véhicules.

### Présentation, lancement et améliorations

#### Présentation

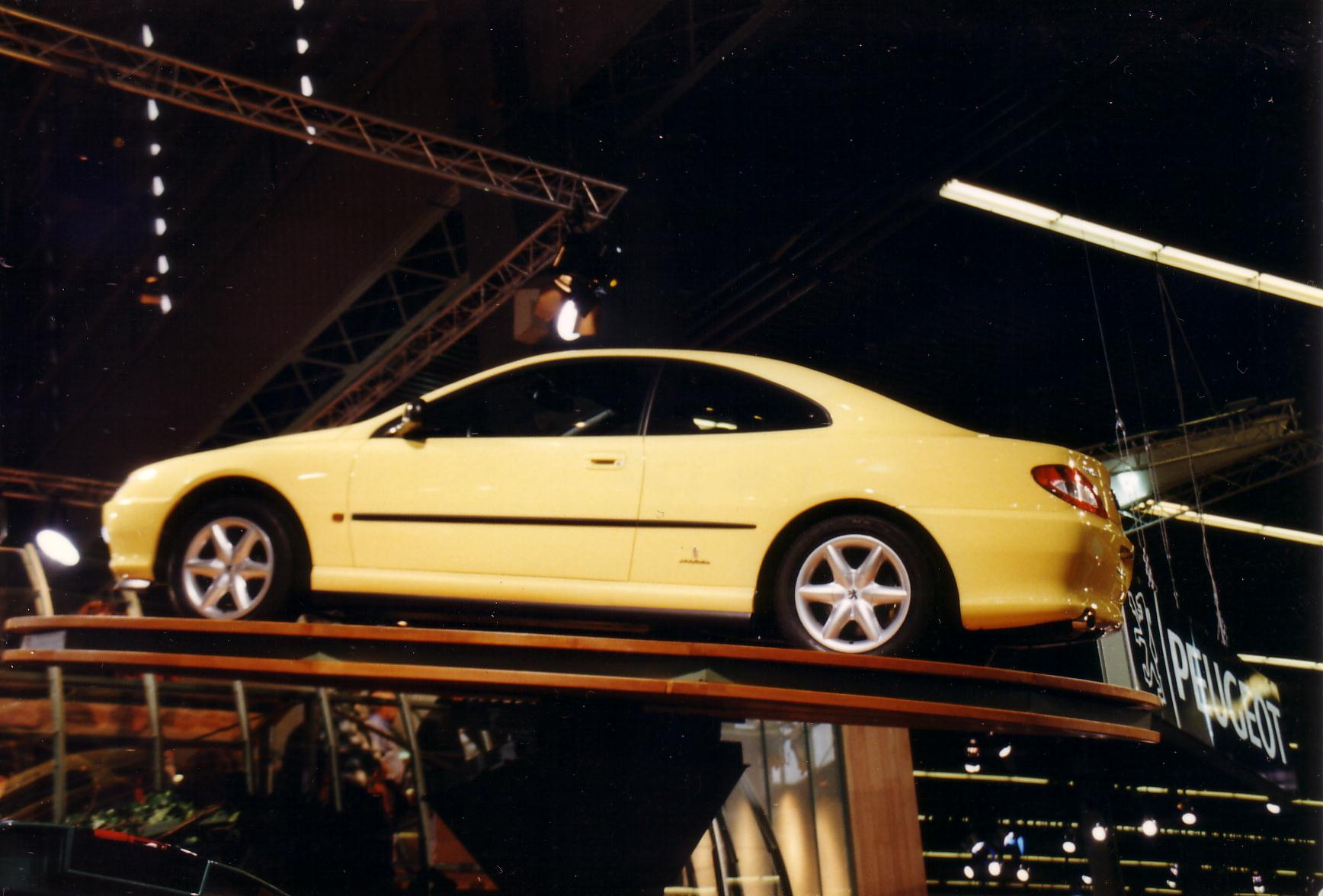
La 406 Coupé lors de sa présentation, au Mondial de l’Automobile de Paris 1996.

Le projet, annoncé depuis 1995 avec le lancement de la berline, fait l’objet de nombreuses fuites avec la circulation de nombreux dessins et clichés pirates. Ces images continuent de se propager jusqu’à la présentation officielle du modèle en octobre 1996, lors du Mondial de l’Automobile de Paris.
En attendant la commercialisation du coupé, Peugeot promeut le véhicule en le présentant dans divers salons automobiles à travers l'Europe. Quelques semaines après sa première présentation, le coupé fait son apparition au salon Autosport International de Birmingham. Plus tard, dans la période précédant le lancement officiel, Peugeot continue sa tournée de promotion en dévoilant le coupé au salon international de l'automobile de Genève, en février 1997.

#### Phase 1, demai 1997àavril 1999
Sept mois plus tard, le 15 mai 1997, la Peugeot 406 Coupé est officiellement mise en vente.

#### Phase 2, d'avril 1999àavril 2003
En avril 1999, la phase 2 est introduite simultanément avec la berline, apportant diverses améliorations telles que le multiplexage partiel (dit « semi-mux »), l’ordinateur de bord et le nouvel afficheur. La gestion automatique de la climatisation est également améliorée sur toutes les versions, tout comme l’autoradio et les clignotants latéraux devenus transparents et de même forme que ceux équipent déjà les 306. Les contre-portes en cuir lisse sont remplacées par des contre-portes en cuir perforé pour s’accorder avec la sellerie. La console centrale est modifiée et la forme du volant est actualisée. Mécaniquement, Peugeot change le moteur XU10J4R 2,0 L 135 ch pour le EW10J4 2,0 L 137 ch. Le V6 ES9J4 est remanié à 210 ch chez Porsche, qui installe des déphaseurs sur les arbres à cames d’admission, et prend le nom d’ES9J4S. Le câble d’accélérateur disparait au profit d’un potentiomètre.
En mai 2000, le coupé connait des changements au niveau des coloris avec le remplacement de certains d’entre eux, ainsi qu’au niveau de la sellerie, avec la substitution du cuir perforé par un cuir plissé. Par la suite, en octobre de la même année, la série limitée et numérotée Settant’anni est introduite.
En janvier 2001, Peugeot fait le pari d’équiper son coupé d’un diesel, c’est le plus gros moteur du constructeur qui est retenu : le 2.2 HDi de 136 ch. Si à l’époque le diesel est mal vu par les puristes, l’alliance séduit et permet même de relancer les ventes. Cet ajout est suivi en juillet de l’introduction du multiplexage total (dit full-mux), de l’assistance au freinage d’urgence, de l’allumage automatique des feux, du pare-brise athermique et des jantes Hoggar de 16 pouces, ainsi que du changement de certains coloris.
En 2002, les étriers Brembo sont supprimés sur les HDi et les jantes Nautilus de 16 pouces sont introduites. Le 2,0 L 16s est remplacé par le 2,2 L 16s, et les séries spéciales Sport et Black & Silver sont lancées à l’étranger.

#### Phase 3, d'avril 2003àoctobre 2004

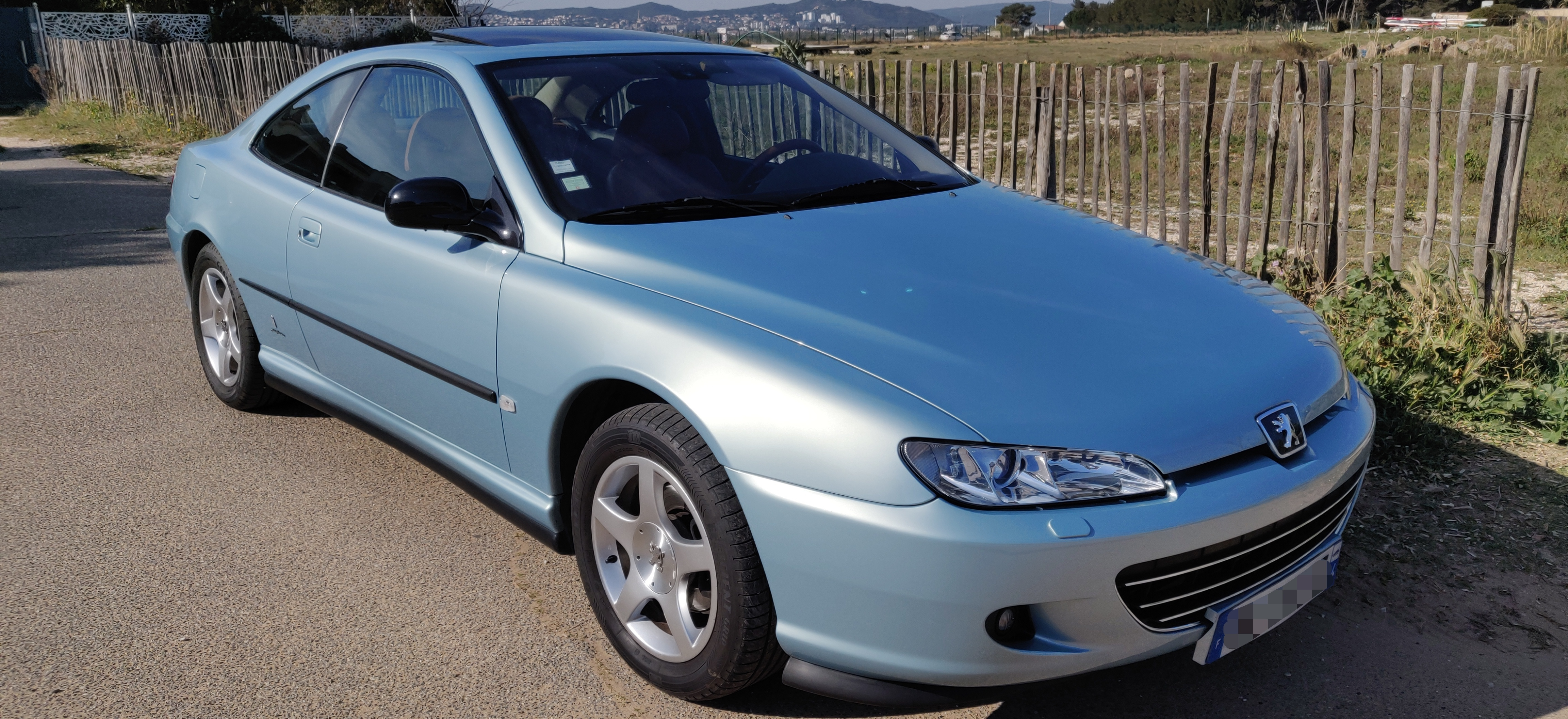
Coupé 406 phase 3 en bleu Hyperion.

Enfin, en avril 2003, la phase 3 sort avec de nouveau coloris et habillages ainsi que de nouvelles jantes Tacoma de 16 pouces. Afin de satisfaire aux nouvelles directives européennes relatives au choc piéton, Pininfarina fournit un nouveau bouclier avant plus en phase avec l’évolution stylistique de la marque au Lion, rappelant celui de la Ferrari 612 Scaglietti, et annonçant la future Peugeot 407. De plus, les étriers Brembo sont supprimés sur les V6.

### Arrêt et succession

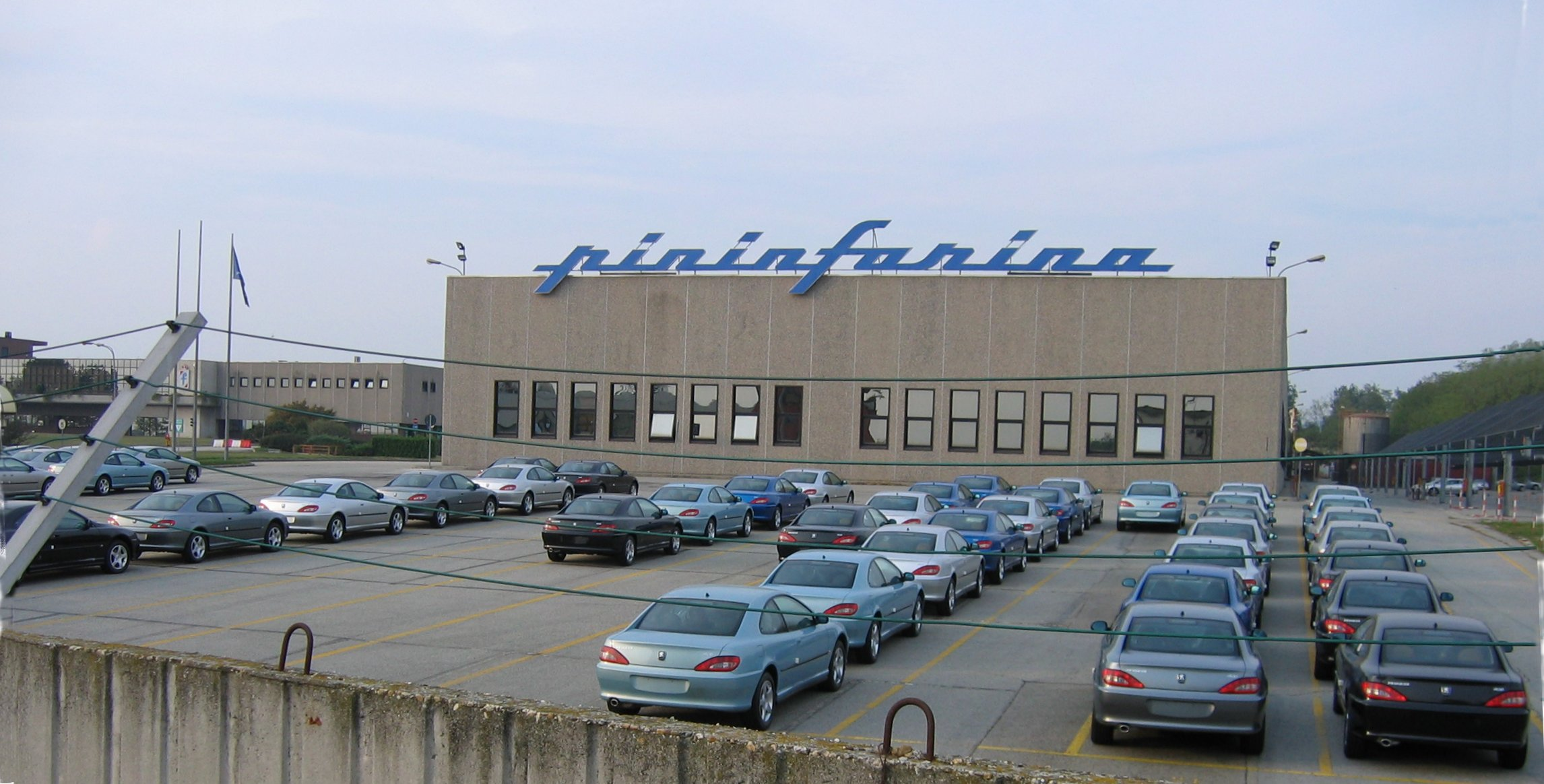
L’usine Pininfarina de San Giorgio en 2004, à la fin la production de la 406 Coupé.

Fin 2004 s’achève la carrière du coupé franco-italien. Au total, Peugeot produit 107 631 exemplaires pour un contrat initial de 70 000 véhicules avec Pininfarina.
Lors du Salon de Francfort en septembre 2005, le successeur est présenté, il s’agit de la 407 Coupé dont le design est de Peugeot. Pininfarina n’aurait pas remporté le « concours » contre le Centre de Style de Peugeot, c’est donc Gérard Welter qui est à la tête du nouveau dessin.

## Les différentes versions

### Finitions
Deux niveaux de finition sont disponibles sur la Peugeot 406 Coupé : la finition « Base », et la finition « Pack ». À partir du restylage en avril 1999, le coupé dispose d’un équipement moderne de série, avec un ordinateur de bord, l’air climatisé, ou encore le régulateur de vitesse. En revanche, la peinture métallisée ou le GPS sont en option pour les deux finitions « Base » et « Pack », et le toit ouvrant électrique est proposé en option sur toutes les finitions, excepté la « Griffe » qui en dispose de série.

#### Base
La finition « Base » est la finition de base du coupé. Elle possède de série plusieurs équipements : air climatisé régulé, autoradio RD3 commande au volant, garnissage mi-cuir, ordinateur de bord, trappe à ski, régulateur de vitesse, rétroviseurs extérieurs électriques chauffants, direction à assistance variable, aide au freinage d’urgence, ABS / ESP (sauf 2.0e BVA), jantes en alliage léger. La finition « Base » s’est écoulée à 50 701 exemplaires.

#### Pack
La finition « Pack », offre des caractéristiques supplémentaires par rapport à la finition « Base », tel que le garnissage cuir, les lave-projecteurs, le rétroviseur intérieur électrochrome, les surtapis, le siège conducteur à mémoire, les sièges avant électriques et chauffants, et le système audio JBL « Prestige ». Elle s’est vendue à 50 046 exemplaires.

### Séries spéciales
Le coupé a connu deux séries limitées et numérotées dans sa carrière, ainsi que deux séries particulières.

#### Settant’anni

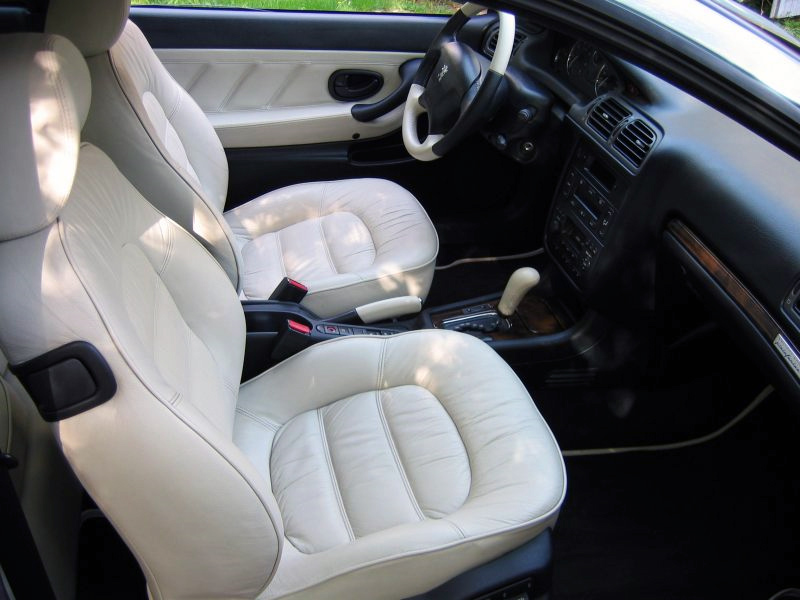
L’intérieur en cuir blanc d’un coupé Settant’anni.

Série numérotée et limitée présentée en octobre 2000 pour fêter le 70e anniversaire de Pininfarina, elle bénéficie d’un habillage exclusif et des dernières évolutions techniques de la marque, tel que le correcteur électronique de trajectoire (ESP). Une combinaison cuir blanc Settanta/bleu Hyperion exclusive est proposée en plus de la combinaison cuir Alezan/gris Hades. Le logo Pininfarina est estampillé sur les appuis-tête et des inserts type loupe de noyer ainsi qu’une plaque numérotée complètent le tableau de bord. De nouvelles jantes Nautilus bi-tons apparaissent. Enfin, un ensemble exclusif de bagagerie en cuir faisait aussi partie de la donne du Settant’anni. La seule motorisation disponible est le nouveau V6 210 ch en version boite manuelle ou automatique. Cependant un prototype diesel est produit comme certains modèles équipés à la demande sur commande spéciale de toit ouvrant ou GPS. Le modèle est produit à 1 305 exemplaires, contre 1 200 initialement prévus, le premier étant pour Sergio Pininfarina, fils de Battista Pininfarina, fondateur de la firme italienne.

#### Premium
En avril 2001, Peugeot sort la 406 Coupé « Premium », uniquement pour l’Allemagne. Elle est basée sur la finition « Base », avec quelques ajouts de série à l’intérieur, issus de la « Pack ». Elle dispose de la sellerie cuir, des sièges avant chauffants, du radio CD RD2, et des surtapis. À l’extérieur, aucun équipement n’est ajouté, et la seule motorisation disponible est le moteur 2,0 L de 138 ch.

#### Sport
Elle apparaît en 2002 et n’est pas numérotée. Disponible avec une sellerie semi-cuir/Chess et des jantes Nautilus, elle introduit également les poignées de portes style aluminium qu’on retrouvera sur les phases 2. Cette variante a été produite à 2 597 exemplaires.

#### Black & Silver Edition
La « Black & Silver Edition », sortie en 2003 et exclusivement commercialisée en Autriche, repose sur la version « Base » du coupé, agrémentée d’options supplémentaires. Comme son nom l’indique, cette édition est proposée uniquement en noir Granit ou gris Thallium. Elle est équipée de série des jantes Nautilus et du système audio JBL. Enfin, seule la motorisation 2.2 HDi est disponible, tandis que le système de navigation reste en option.

#### Griffe
Non numérotée mais très rare, cette série est difficilement décelable. Uniquement disponible en gris Hades, gris Thallium et noir Granit elle a été introduite en avril 2003. Il n’en a été produit que 885 exemplaires.

#### Ultima Edizione

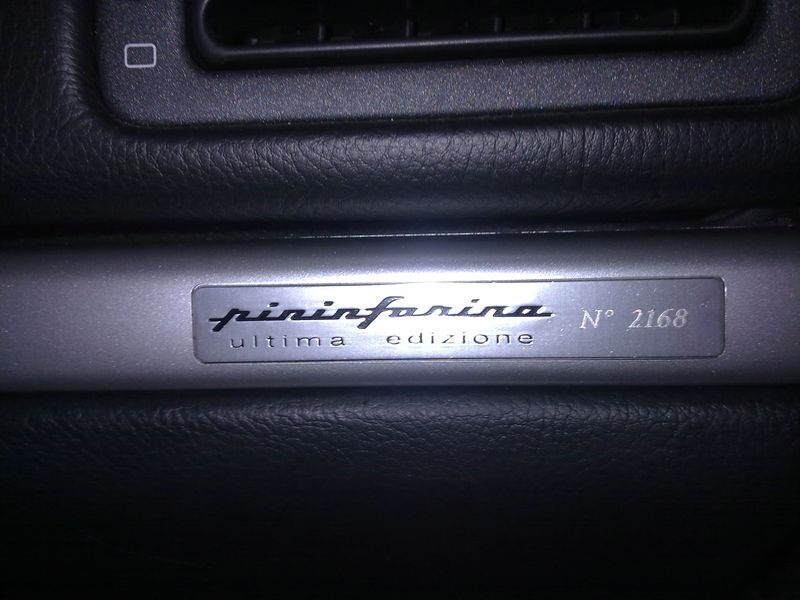
Ultima Edizione no 2168.

Série numérotée et officiellement limitée à 2 000 exemplaires. Apparue en mai 2004 pour clore la production du coupé, un grand nombre d’équipements est proposé de série. Le dernier modèle produit est un 2.2 HDI rouge Ecarlate no 2107. Il existe néanmoins des véhicules avec un numéro supérieur en circulation alors que Pininfarina annonce n’avoir vendu que 2 097 Ultima Edizione. Elle dispose des équipements de la finition « Pack ».

## Caractéristiques

### Dimensions
Par rapport à la berline, le coupé est 60 mm plus long et pèse environ 100 à 200 kg de plus, selon les moteurs et équipements.
|                                                                      | Peugeot 406 Coupé   |
| -------------------------------------------------------------------- | ------------------- |
| Longueur                                                             | 4 615 mm            |
| Largeur                                                              | 1 780 mm            |
| Hauteur                                                              | 1 354 mm            |
| Empattement                                                          | 2 700 mm            |
| Voies avant / arrière                                                | 1 511 mm / 1 525 mm |
| Garde au sol                                                         | 122 mm              |
| Masse à vide (PV) (selon moteurs et équipements)                     | 1 374 à 1 585 kg    |
| Charge utile (selon moteurs et équipements)                          | 239 à 332 kg        |
| Poids total autorisé en charge (PTAC) (selon moteurs et équipements) | 1 706 à 1 824 kg    |
| Poids total roulant autorisé (PTRA) (selon moteurs et équipements)   | 2 906 à 3 024 kg    |
| Coffre                                                               | 390 L               |
| Capacité du réservoir                                                | 70 L                |

Note : ce tableau comprend les dimensions hors-tout, cependant, les rétroviseurs, antennes ou autres éléments hors carrosserie ne sont pas compris dedans.

### Chaîne cinématique

#### Motorisations
Uniquement disponible en deux versions essence quatre et six cylindres à son lancement, le coupé est équipé d’un diesel en janvier 2001. À l’image du coupé 504 inaugurant le V6 PRV à son époque, c’est la 406 Coupé qui inaugure le « moteur V6 ESL » PSA/Renault de 194 ch. Ses motorisations subissent quelques modifications durant sa carrière, le vieillissant quatre cylindres en ligne 2 litres de 135 ch provenant de la 605 est remplacé en 1999 par le nouveau 2 litres 137 ch, emprunté à la 206 S16. Par la même occasion le V6 évolue après un passage chez Porsche, sa puissance est portée à 210 ch pour une consommation en baisse. En mars 2002 le 2.0L en boite manuelle fait place au 2.2L 160 ch qui équipe déjà la Peugeot 607.
Selon les chiffres du club 406 Coupé la motorisation la plus vendue serait le 2,0 L avec près d’un coupé sur deux équipé (soit 45,1 % : 23,1 % pour le 135 ch et 21,9 % pour le 137 ch), vient ensuite le 3,0 L V6 avec 29,8 % du parc (19,2 % pour le 194 ch et 10,6 % pour le 210 ch) et le 2,2 L HDi pourtant arrivé tardivement et qui trouve place dans 21,7 % des capots. À la marge, le 2,2 L essence ne représente quant à lui que 3,4 % du parc.
| Modèle et boîte                                      | Production             | Moteur                           | Cylindrée         | Puissance                      | Couple                 | 0 à 100 km/h                  | Vitesse maximale                  | Consommation et émissions de CO2   |
| ---------------------------------------------------- | ---------------------- | -------------------------------- | ----------------- | ------------------------------ | ---------------------- | ----------------------------- | --------------------------------- | ---------------------------------- |
| Peugeot 406 Coupé 2.0 135 (boîte méca. 5 ou auto. 4) | mai 1997 - avr. 1999   | 4 cylindres en ligne XU10J4R RFV | 1 998 cm3 (2,0 L) | 99 kW (135 ch) à 5 500 tr/min  | 180 N m à 4 200 tr/min | Méca. : 10,4 s Auto. : 12,3 s | 203 km/h                          | 8,3 à 8,6 L/100 km 233 et 259 g/km |
| Peugeot 406 Coupé 2.0 137 (boîte méca. 5 ou auto. 4) | avr. 1999 - janv. 2001 | 4 cylindres en ligne EW10J4 RFR  | 1 997 cm3 (2,0 L) | 101 kW (137 ch) à 6 000 tr/min | 190 N m à 4 100 tr/min | Méca. : 10,4 s Auto. : 12,3 s | Méca. : 210 km/h Auto. : 201 km/h | 8,3 à 8,6 L/100 km 197 et 206 g/km |
| Peugeot 406 Coupé 2.0 138 (boîte méca. 5 ou auto. 4) | janv. 2001 - mars 2002 | 4 cylindres en ligne EW10J4 RFN  | 1 997 cm3 (2,0 L) | 101 kW (138 ch) à 6 000 tr/min | 190 N m à 4 100 tr/min | Méca. : 10,4 s Auto. : 12,3 s | Méca. : 210 km/h Auto. : 201 km/h | 8,3 à 8,6 L/100 km 197 et 206 g/km |
| Peugeot 406 Coupé 2.2 160 (boîte méca. 5)            | mars 2002 - oct. 2004  | 4 cylindres en ligne EW12J4 3FZ  | 2 230 cm3 (2,2 L) | 116 kW (158 ch) à 5 650 tr/min | 217 N m à 3 900 tr/min | 9,7 s                         | 218 km/h                          | 8,8 L/100 km 210 g/km              |
| Peugeot 406 Coupé 3.0 194 (boîte méca. 5 ou auto. 4) | mai 1997 - avr. 1999   | 6 cylindres en V ESL9J4 XFZ      | 2 946 cm3 (3,0 L) | 143 kW (194 ch) à 5 500 tr/min | 267 N m à 4 000 tr/min | Méca. : 7,9 s Auto. : 9,6 s   | Méca. : 235 km/h Auto. : 230 km/h | 10,9 à 11 L/100 km 260 et 264 g/km |
| Peugeot 406 Coupé 3.0 210 (boîte méca. 5 ou auto. 4) | avr. 1999 - oct. 2004  | 6 cylindres en V ESL9J4S XFX     | 2 946 cm3 (3,0 L) | 154 kW (210 ch) à 6 000 tr/min | 285 N m à 3 700 tr/min | Méca. : 7,8 s Auto. : 9,5 s   | Méca. : 240 km/h Auto. : 232 km/h | 10 à 10,4 L/100 km 238 et 248 g/km |

| Modèle et boîte                           | Production             | Moteur                            | Cylindrée         | Puissance                      | Couple                 | 0 à 100 km/h | Vitesse maximale | Consommation et émissions de CO2 |
| ----------------------------------------- | ---------------------- | --------------------------------- | ----------------- | ------------------------------ | ---------------------- | ------------ | ---------------- | -------------------------------- |
| Peugeot 406 Coupé 2.2 HDi (boîte méca. 5) | janv. 2001 - oct. 2004 | 4 cylindres en ligne DW12TED4 4HX | 2 179 cm3 (2,2 L) | 100 kW (136 ch) à 4 000 tr/min | 310 N m à 2 000 tr/min | 10,9 s       | 208 km/h         | 6,4 L/100 km 168 g/km            |

Au 1er janvier 2001, les nouvelles norme européenne d’émission Euro mènent à une évolution mineure du 2.0 137 ch (type RFR) en 2.0 138 ch (RFN) par l’ajout d’une deuxième sonde lambda dans le but d’affiner la gestion d’alimentation. La modification est parallèlement appliquée à la Peugeot 206 S16 d’où provient le bloc EW10J4.

Moteurs de la Peugeot 406 Coupé
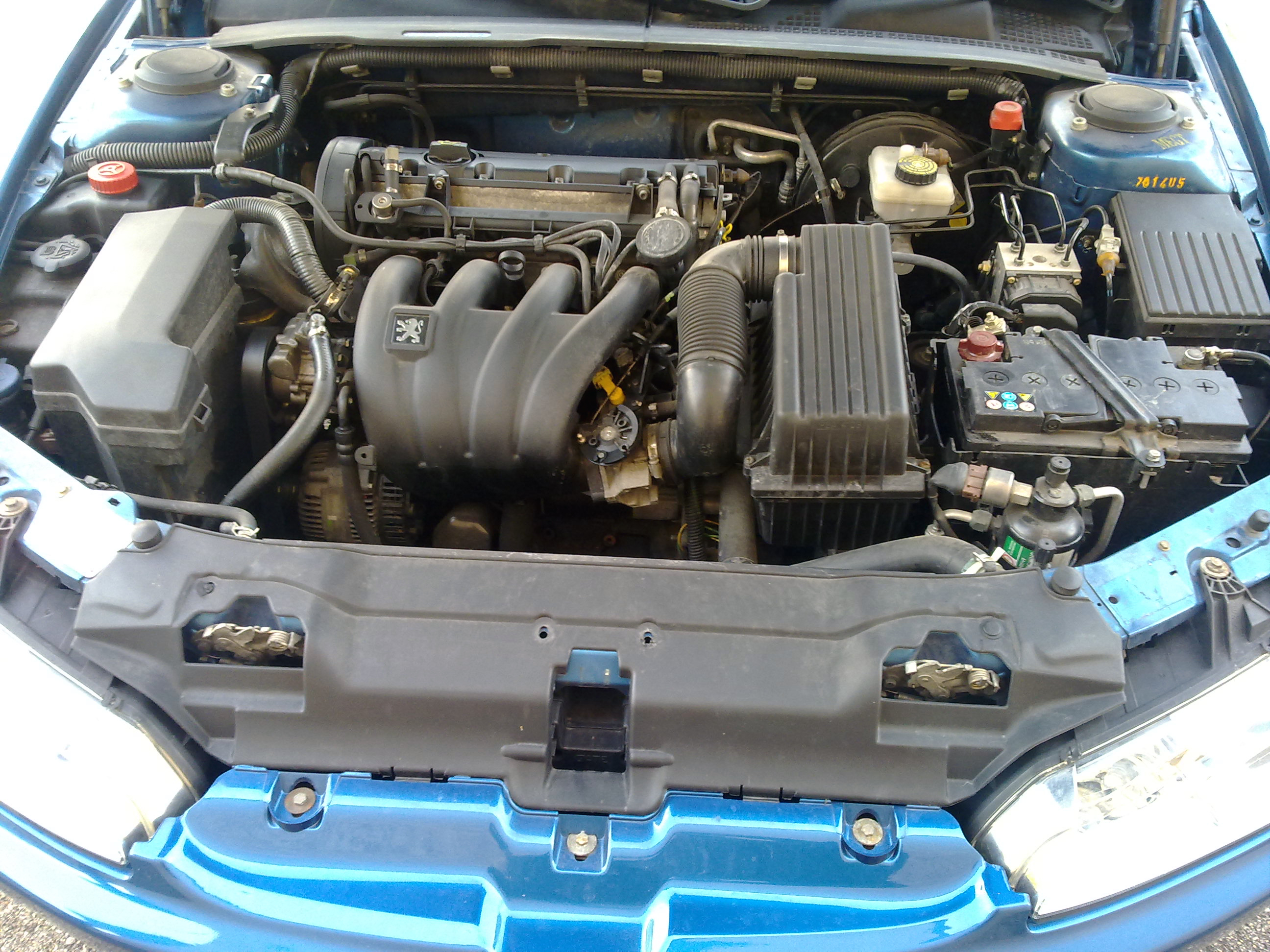
Moteur XU de 2,0 L 135 ch.
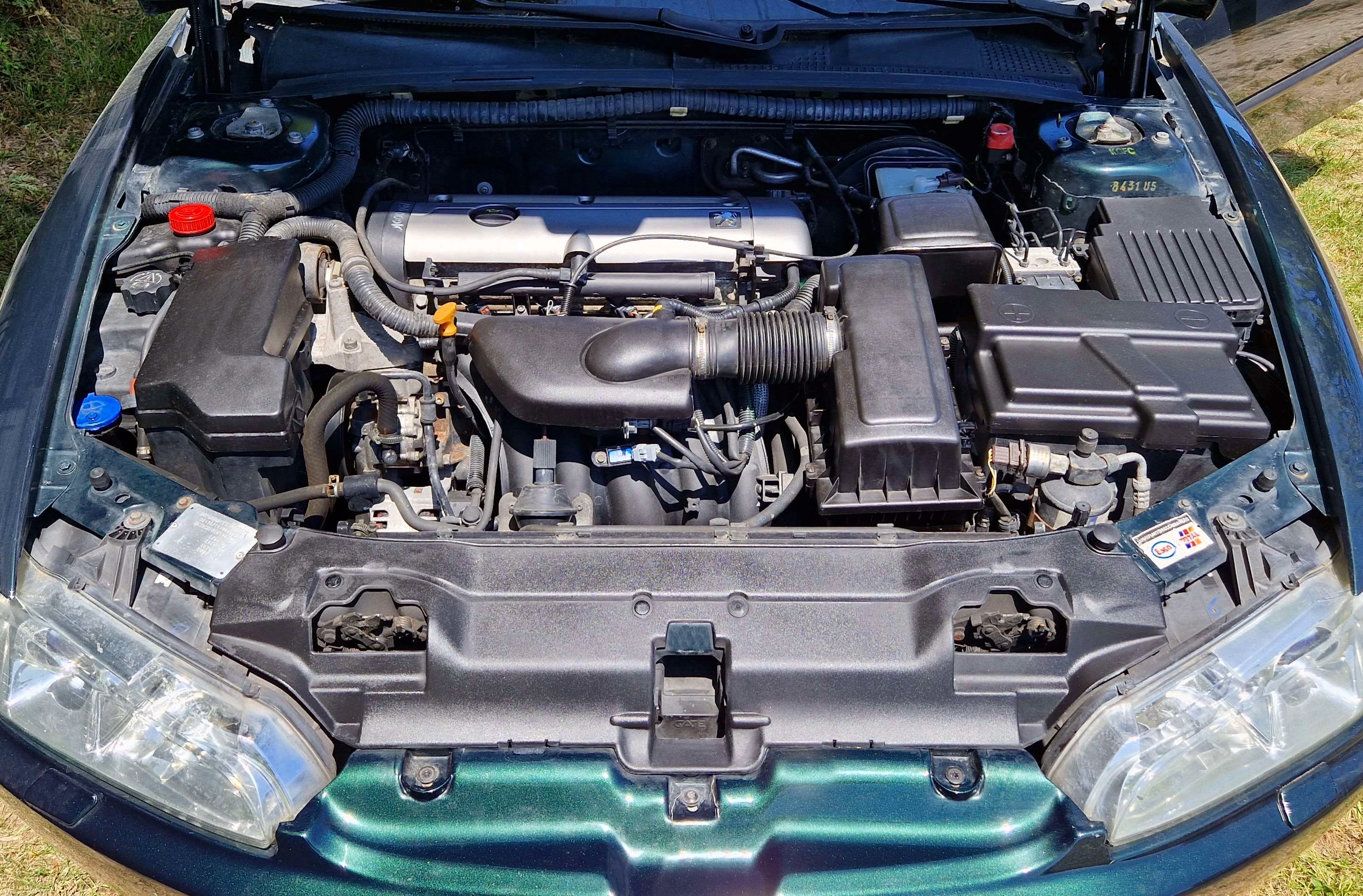
Moteur EW de 2,0 L 138 ch.
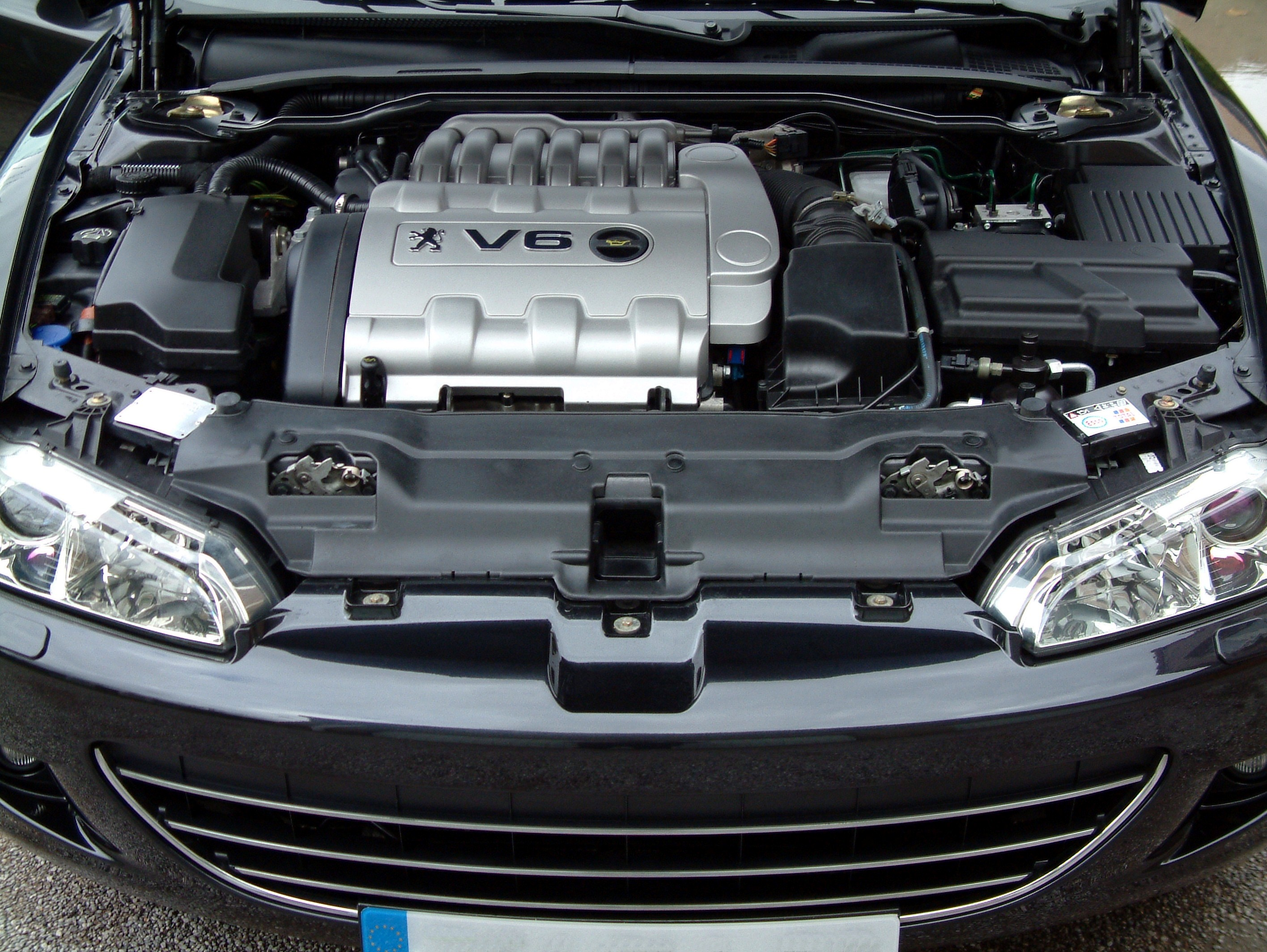
Moteur V6 ESL de 3,0 L 210 ch.

### Mécanique
Reprenant le châssis de la berline à roues indépendantes, un train avant de type pseudo McPherson et un train arrière multi-bras, la 406 Coupé hérite ainsi d’un bon compromis entre comportement routier et confort. L’empattement reste identique mais la garde au sol est réduite par rapport à la berline, le centre de gravité est ainsi abaissé et une barre anti-rapprochement ajoute un peu plus de stabilité en virage (seuls les modèles 2.0l n’en sont pas équipés). Des suspensions pilotées sont disponibles en option pour le V6 pack.

#### Pneumatiques et jantes
Sur les motorisations 2,0 L, la liaison au sol est effectuée par des pneumatiques d'une largeur de 205 mm, d'une hauteur de flanc de 60 % de la largeur, et d'un diamètre de 15 pouces (205/60 R15), avec les modèles Michelin Pilot HX ou Pirelli P6000. Sur les motorisations 2,2 L 160, HDi et V6, sont équipés des pneumatiques d'une largeur de 215 mm, d'une hauteur de flanc de 55 % de la largeur, et d'un diamètre de 16 pouces (215/55 R16), avec le modèle Michelin Pilot HX.
Le coupé est initialement présenté avec des montes en 15 pouces pour le 2,0 L, et 16 pouces pour le V6, de la marque BBS, fabriquées en Italie et portant le nom de leur fabricant. Ces jantes à cache moyeu central sont remplacées en juillet 2001 par le modèle 7 branches « Hoggar », en 16 pouces. En 2002, le modèle « Nautilus », introduit avec la série Settant’anni en coloris bi-tons, équipe l’ensemble de la gamme dans une nouvelle version unie gris métallisée. Enfin, en avril 2003 avec l'arrivée de la phase 3, arrivent les jantes 5 branches « Tacoma ».

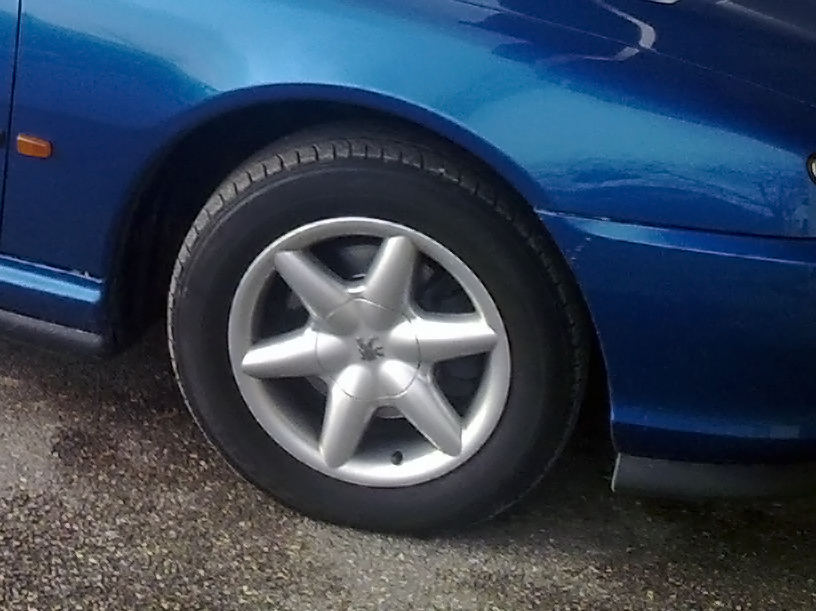
Jante BBS 15 pouces
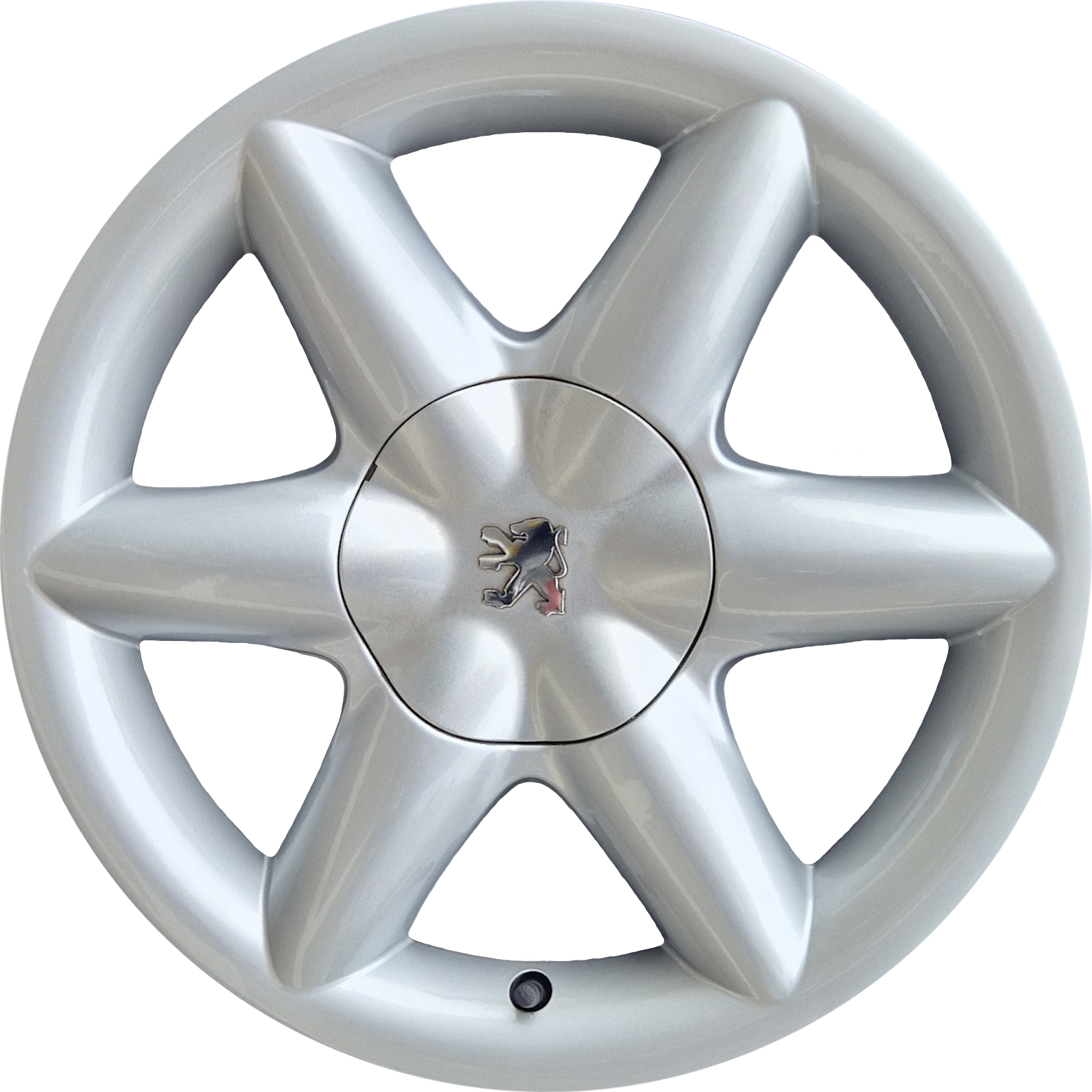
Jante BBS 16 pouces
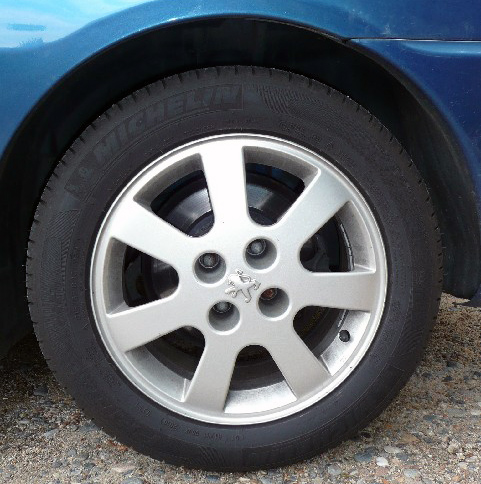
Jante Hoggar 16 pouces
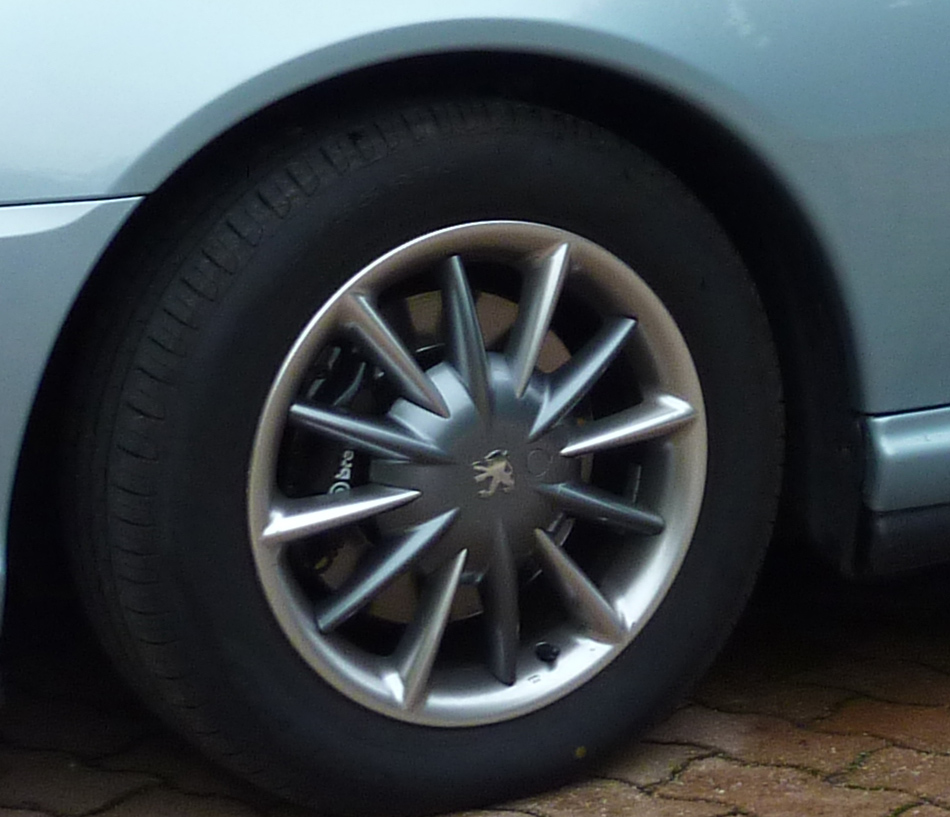
Jante Nautilus 16 pouces Bi-tons
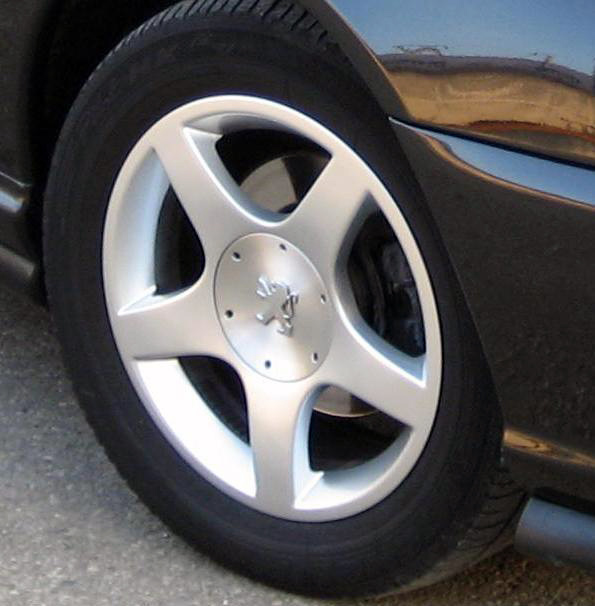
Jante Tacoma 16 pouces

#### Freinage
Sur la 406 Coupé, le freinage est assuré par des étriers flottants montés sur des disques ventilés de 283 mm de diamètre à l’avant, et des étriers flottants monté sur des disques de 290 mm de diamètre à l’arrière. Les modèles V6 et HDi sont équipés à l’avant d’étriers Brembo à 4 pistons, montés sur des disques ventilés de 305 mm de diamètre. Les étriers permettent de différencier certaines motorisations : en effet, ceux qui équipent les motorisations V6 et HDi arborent une peinture noire brillante et un logo Brembo sur de larges étriers 4 pistons. Ceux-ci disparaissent en avril 2003 sur la phase 3, contre des étriers mates non signés. Le système anti-blocage des roues (ABS) est présent de série dès le lancement du coupé sur toutes les versions. Le correcteur électronique de trajectoire (ESP) apparait en avril 1999 avec la phase 2, et l'assistance au freinage d'urgence (AFU) arrive en juillet 2001.

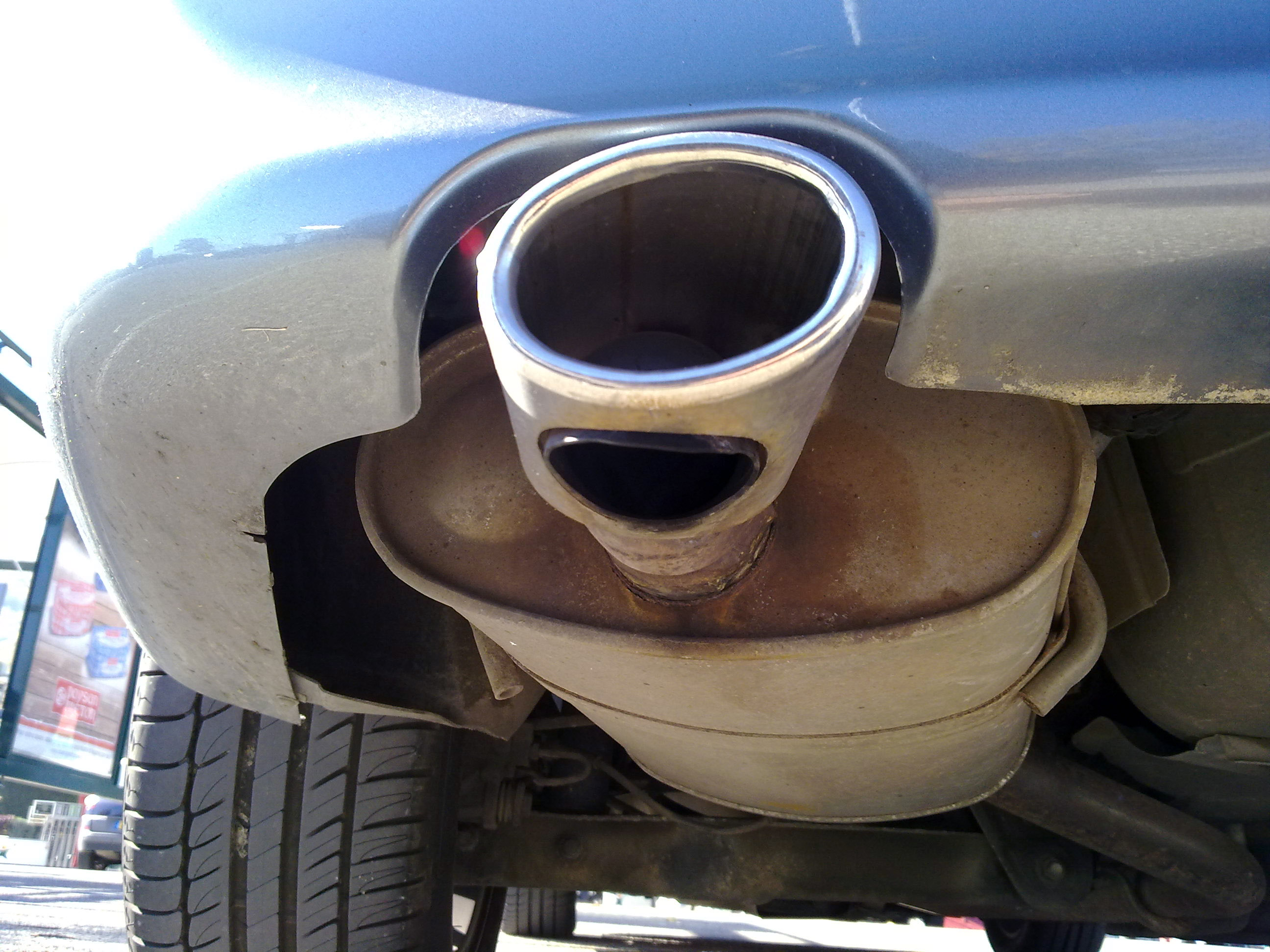
Échappement d’un HDi vu de dessous.

La sortie d’échappement semble identique pour toutes les motorisations, Peugeot ayant en effet pris soin de dissimuler la dérivation des gaz vers le bas sur le 2.2l HDi.

### Châssis et carrosserie
Griffée Pininfarina, la carrosserie du Coupé 406 est, selon la presse, fluide et limpide. Complètement dans le style de son designer, le coupé ne reprenant aucun élément de carrosserie de la berline d’origine. Elle fut primée à plusieurs reprises et ne fut pas restylée à l’exception de son bouclier avant, en fin de carrière. Contrairement à l’accoutumée, la coque des rétroviseurs ne reprend pas la couleur de la carrosserie mais une couleur sombre marquant une rupture avec la ligne de la voiture. Selon le designer cela permettrait, vu de profil, de rendre les rétroviseurs invisibles. Peugeot propose en accessoire un aileron pour les clients voulant démarquer leur coupé avec une touche de sportivité.
Pour la phase 1, le coefficient de traînée (Cx) est de 0,32 et le SCx (soit le Cx multiplié par la surface frontale) de 0,656. Ces chiffres déterminent l’aérodynamisme qui influe directement sur la consommation et la vitesse de pointe.

#### Teintes de carrosserie

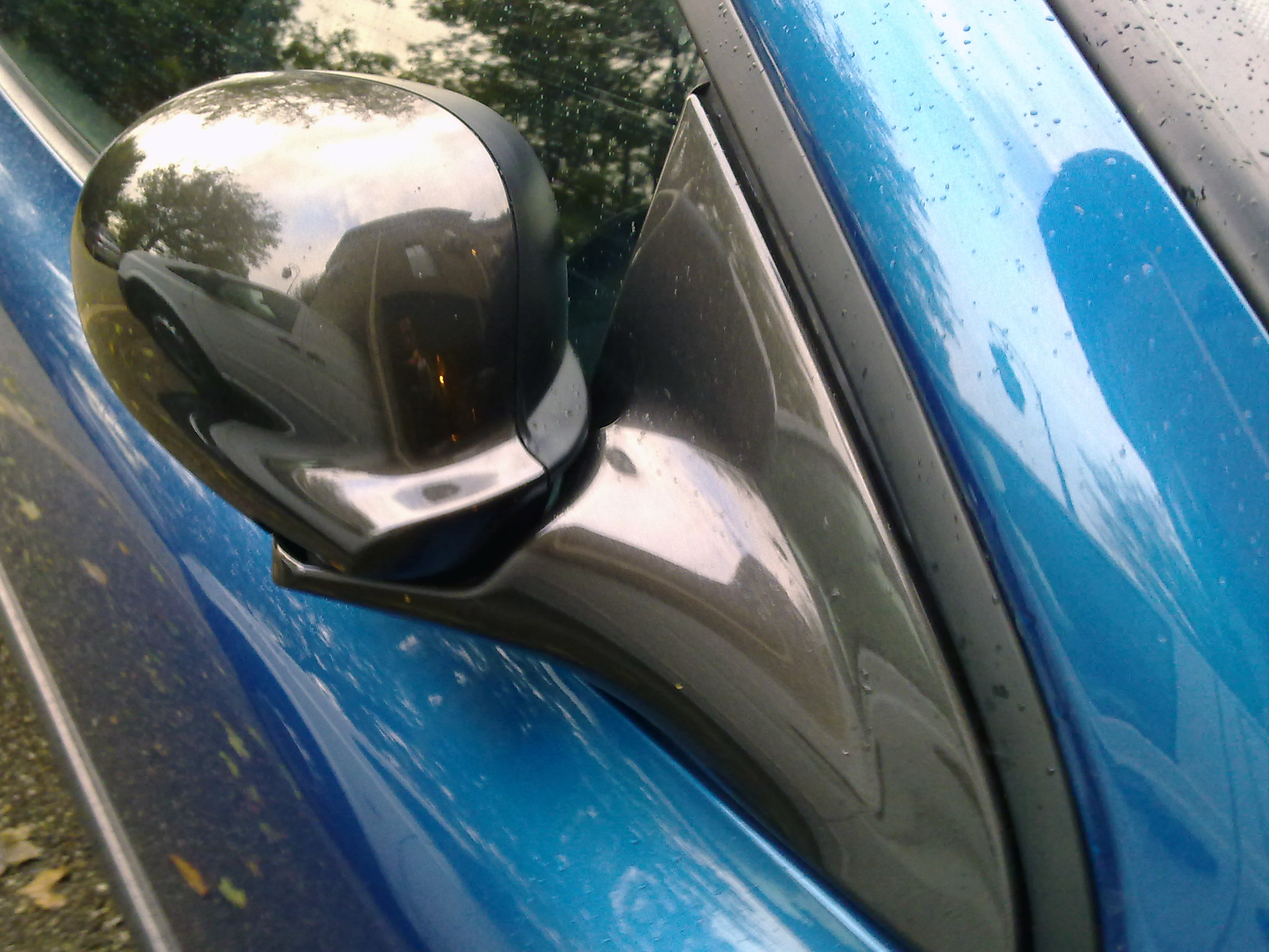
Rétroviseur gris crépuscule.

Les rétroviseurs extérieurs reçoivent une peinture gris Crépuscule (Code couleur : ETK) jusqu’en 2003 où celle-ci est changée pour une peinture gris cosmos (Code couleur : EYF) anciennement présente dans le catalogue de teintes carrosserie. Les coupés noir Granit font exceptions et reçoivent des rétroviseurs de la même couleur.
Quinze teintes ont fait partie du catalogue, mais seuls les coloris Rouge Écarlate et Gris Thallium ont été proposés du début à l’arrêt de la production. Le coloris Gris Cendré dans les tons beige et gris clair détient la carrière la plus courte, il est apparu en mai 2004 pour remplacer le Beige Solstice.

Les coloris indiqués comme rares représentent 1 % ou moins des coupés vendus. Les codes couleurs sont indiqués entre parenthèses et la présence au catalogue.
- Riviera (EGS), de 1997 à 2001
- Byzance (EGT), de 1997 à 2002
- Écarlate (EKG), de 1997 à 2004 (non métallisé)
- Lucifer (EKQ), de 1997 à 2003
- Cendré (ETS), en 2004 (couleur rare)
- Thallium (EVW), de 1997 à 2004
- Granit (EXV), de 2002 à 2004
- Cosmos (EYF), de 1997 à 2002
- Hadès (EZD), de 2000 à 2004
- Louxor (KBM), de 1997 à 2001 (non métallisé, couleur rare)
- Solstice (KCS), de 2001 à 2004 (couleur rare)
- Récif (KMF), de 2002 à 2004
- Hypérion (KNX), de 2001 à 2004
- Polo (KQF), de 1997 à 2003
- Lugano (KQK), de 1997 à 2000 (couleur rare)

### Intérieur, options et accessoires

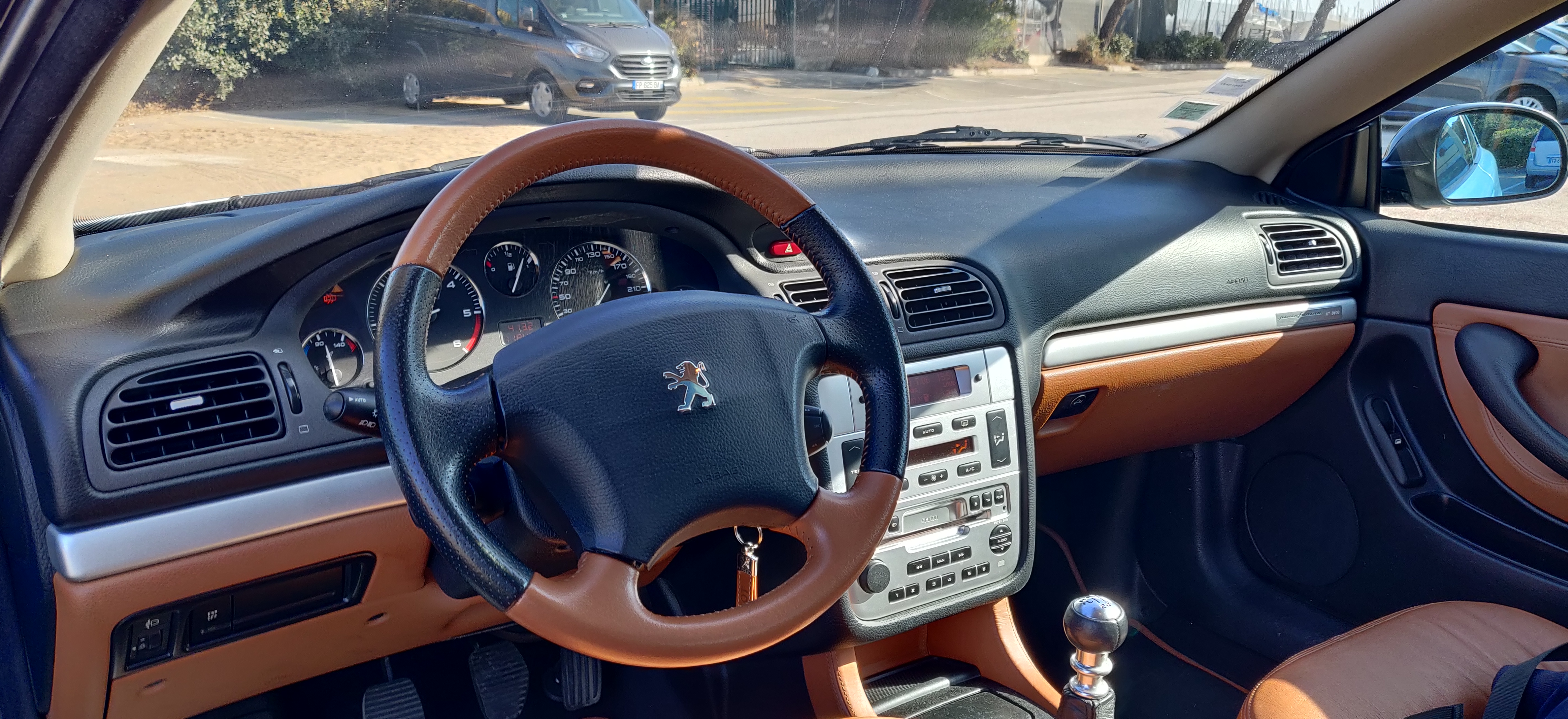
Intérieur cuir Alezan d’un coupé Ultima Edizione.

Le confort est un point fort du Coupé 406, sa dotation cuir est de bonne facture et l’espace intérieur est assez généreux. Il ne dispose que de 4 places, cela lui permet en outre de fournir aux passagers une aisance rare dans le segment. Les sièges sont à commande électrique et disposent d’une mémoire de positions. Ils ont été dessinés par Pininfarina mais sont fabriqués par Recaro, société célèbre pour ses sièges automobiles sportifs.
Pour des raisons de coûts, plusieurs éléments de l’habitacle sont empruntés à la berline, de fait la présentation intérieure est jugée trop classique et manque d’exclusivité. Le tableau de bord ne se distingue par exemple que par un cerclage métallique des compteurs.

#### Selleries

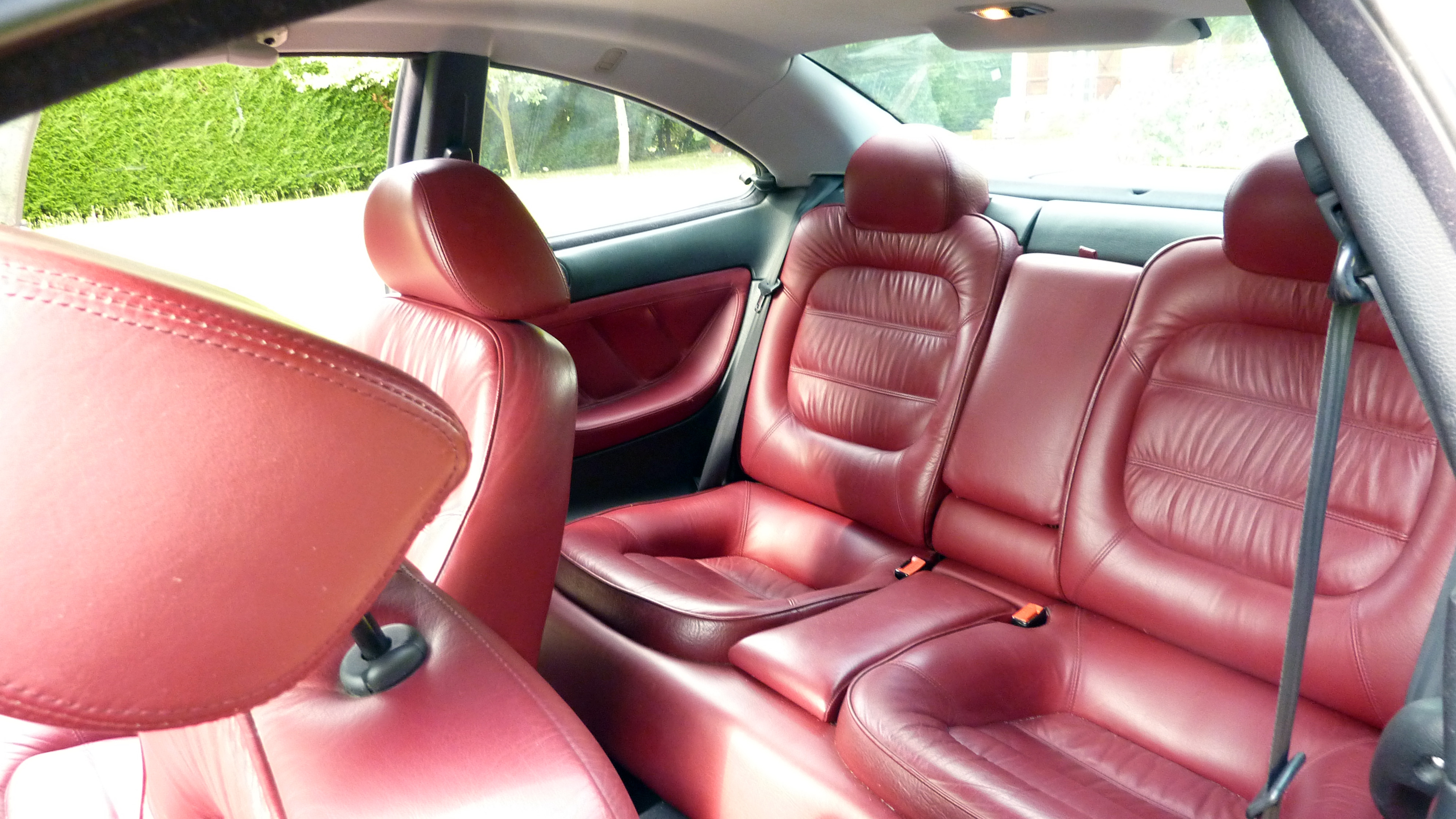
Sièges Recaro en cuir « Amarante ».

Trois selleries cuir et deux tissu composent la finition du coupé dès sa sortie. Les cuirs sont de type ventilé, reconnaissables aux perforations sur l’assise et le dossier. Les coloris disponibles sont « Abricot», « Amarante» et « Ouragan » pour le cuir noir. Les intérieurs tissus proposés sont « Nil Bleu » et « Nil Gris ». Volant, pommeau et soufflet de levier de vitesse sont garnis de cuir « Ouragan » pour toutes les finitions.

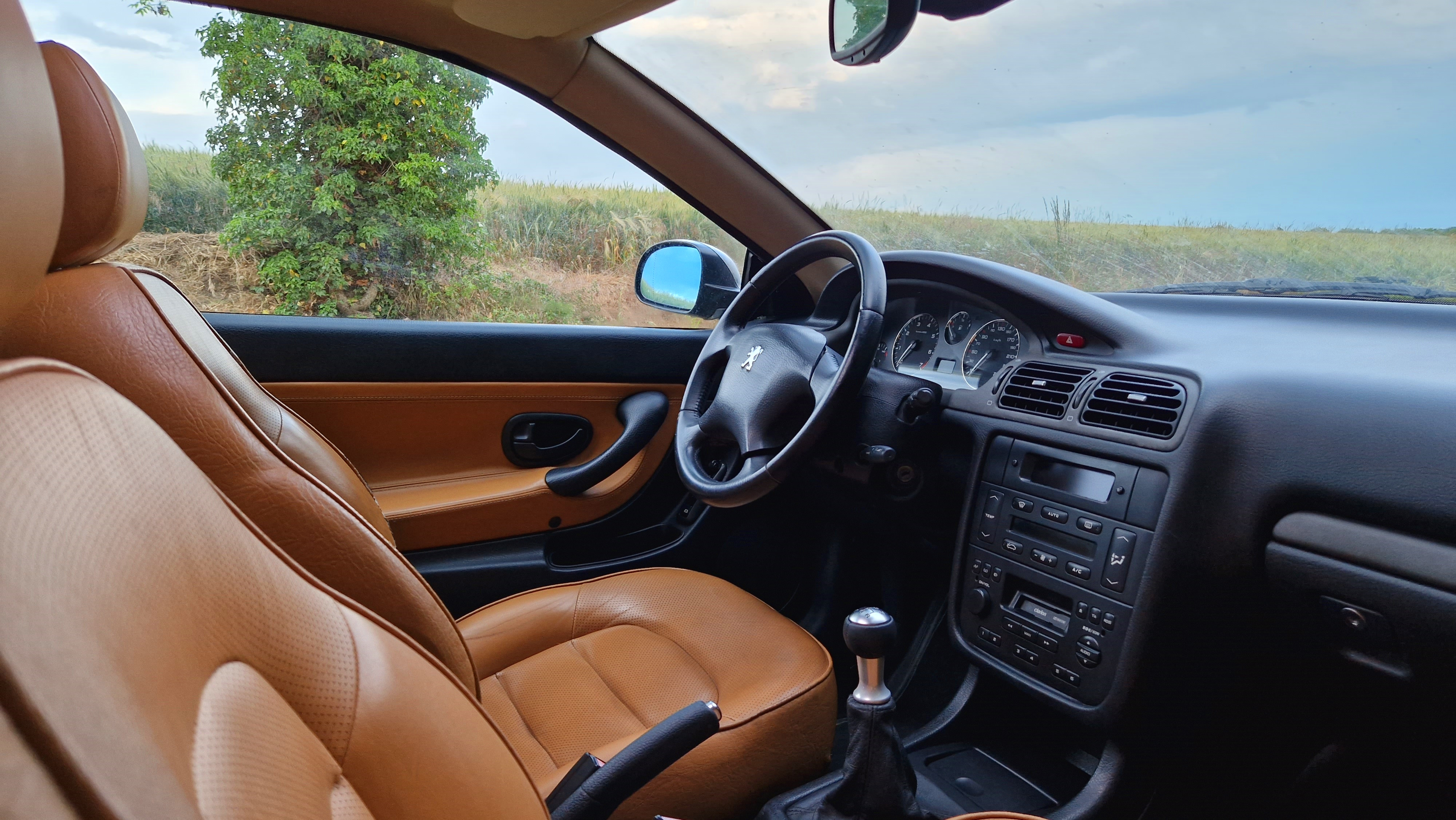
Intérieur cuir « Abricot ».

En mai 2000 le cuir Abricot laisse place au cuir « Alezan » et le tissu « Nil Bleu » au « Salzbourg Astrakan » dans un ton plus gris, le « Nil Gris » n’est quant à lui plus disponible. Le cuir est désormais plissé plutôt que ventilé et le volant adopte un cuir bi-ton assorti à la finition cuir choisie.
Pour son nouvel habillage Phase 2 le coupé quitte sa robe « Amarante » remplacée par le bleu « Cobalt » et son volant bi-tons. Le tissu « Salzbourg Astrakan » quant à lui se dote de cuir lisse « Ouragan » sur ses flancs.
Un autre intérieur fait son apparition avec la série spéciale « Sport », le « Chess ». Traduit d’échecs en Anglais, il est caractéristique par son tissu noir à carreau et son cuir lisse « Ouragan » sur les flancs des sièges.
Un intérieur cuir blanc est réservé à la série limitée « Settant’anni », conjointement à un cuir « Alezan », lui aussi exclusif puisque les deux finitions offrent un garnissage assorti du pommeau et du soufflet de levier de vitesse, du levier de frein de stationnement et un volant bi-tons.

#### Les options
La 406 Coupé propose de nombreuses options disponibles lors de sa commercialisation. Plus le niveau de finition augmente, plus certaines options deviennent de série.
- Toit ouvrant à commande numérique : Proposé en option sur toutes les finitions, excepté la « Griffe » qui en dispose de série.
- Chargeur 6 CD : Logé dans le côté gauche du coffre, il est disponible en option sur la finition « Base », étant de série sur toutes les autres.
- Système acoustique JBL : Comprenant 10 haut-parleurs et le chargeur 6 CD, il est disponible en option sur la finition « Base », étant de série sur toutes les autres.
- Sièges avant chauffant, panneaux de portes en cuir : Option groupée, disponible sur la finition « Base », étant de série sur toutes les autres.

#### Accessoires

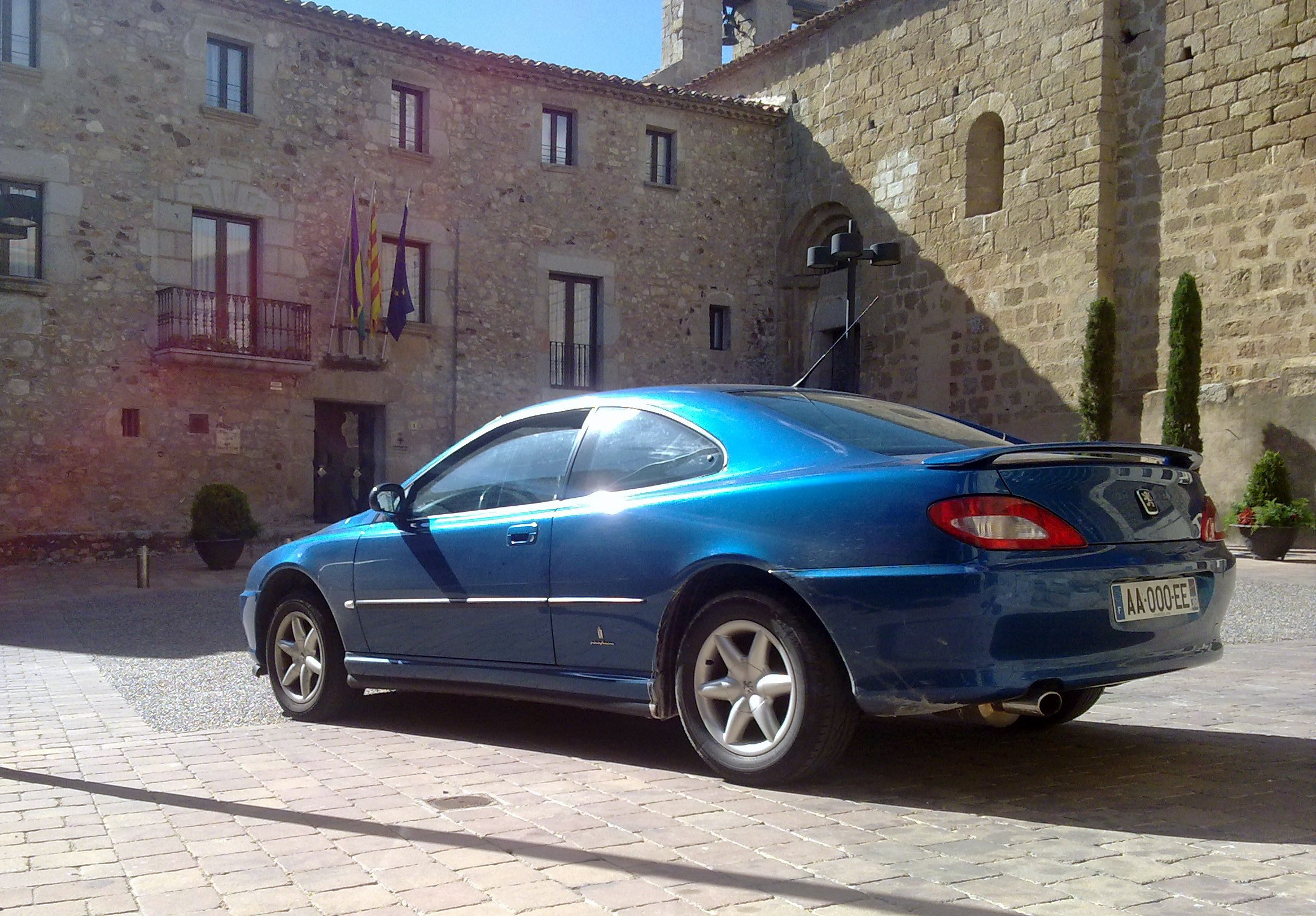
Une Peugeot 406 Coupé, phase 2, avec l’accessoire « aileron de coffre ».

En plus des options et des finitions disponibles sur le coupé, Peugeot propose des accessoires, destinés à être montés sur le véhicule après l’achat. Certains de ces accessoires sont compatibles avec la berline 406. Peugeot propose un « aileron de coffre », également appelée « aileron becquet » (9614.Q2 / 9614 N7), dessiné par le Style Peugeot, en collaboration avec le département accessoires et l’équipe Peugeot 406. Est également proposé un vide-poches de console pour non-fumeur, un kit de protecteurs de bas de marche, différents tapis de sol, une galerie de coffre avec porte-skis, et un filet de coffre.

## Production
Étant donné que le coupé est basé techniquement sur la berline 406, les pièces de structure communes entre les deux modèles sont produites dans l’usine de Sochaux. Les pièces spécifiques au coupé sont quant à elles fabriquées chez Metallurgica Assemblaggio Carpenteria, un sous-traitant d’Industrie Pininfarina. Le moteur V6 ESL est usiné et assemblé à Douvrin, dans l'usine de Française de Mécanique, tandis que les quatre cylindres XU, EW et DW sont fabriqués dans l'usine de Trémery. 
Les travaux de tôlerie et de peinture sont réalisés sur le site de production de Grugliasco, distant d’un peu plus de 40 km de San Giorgio Canavese. La carrosserie propre au coupé est assemblée au châssis commun avec la berline sur la ligne de ferrage de l’usine de Grugliasco. Deux stations automatiques se chargent de souder les environ 3 500 points de soudure, en plus des 1 100 déjà effectués sur le soubassement commun à Sochaux. En sortie de ligne, chaque caisse assemblée est contrôlée dimensionnellement sur 216 points du véhicule, par le service métrologie. À l’issue de ces tests, les caisses passent par la ligne de peinture, où elles sont peintes puis protégées, avant d’être transférées vers l’usine de San Giorgio Canavese.
Au total, 57 stations composent l’usine de San Giorgio Canavese, permettant de sortir environ 35 véhicules par jour et par équipe, soit un total de  70 coupés par jour lorsque la chaîne fonctionne sous deux équipes. L'intégralité des composants du véhicule est donc assemblée sur la caisse arrivée de Grugliasco. En moyenne, le temps d’assemblage d’une 406 Coupé s’élève à moins d’une quinzaine d’heures. En plus des essais effectués durant l’assemblage, notamment sur les systèmes électriques et les circuits de freins et de refroidissement, chaque voiture subit en sortie de chaîne des contrôles d’étanchéité et de bon fonctionnement de tous ses équipements et organes. Ces tests sont effectués dans des installations spécialisées et sur un parcours routier d’une longueur minimale de 25 km. Le site de San Giorgio Canavese dispose, à cet effet, de rouleaux de lavage et d’un circuit de roulage. Suivant le verdict de ces essais, les coupés passent soit en éventuellement en retouche, ou bien peuvent gagner les parkings de stockage, avant leur expédition. 

### Chiffres de vente
- Répartition des finitions :
  - « Base » : 50 701 (47,1 %)
  - Pack : 50 046 (46,5 %)
  - Sport : 2 598 (2,4 %)
  - Ultima Edizione : 2 097 (1,9 %)
  - Settant’Anni : 1 305 (1,2 %)
  - Griffe : 884 (0,8 %)
- Vente par pays :
  - France : 49 927 (46,8 %)
  - Allemagne : 13 576 (12,7 %)
  - Royaume-Uni : 10 703 (10,0 %)
  - Espagne : 6 578 (6,2 %)
  - Belgique : 5 512 (5,2 %)
  - Italie : 5 130 (4,8 %)
  - Suisse : 3 158 (3,0 %)
  - Pays-Bas : 2 814 (2,6 %)
  - Autriche : 1 247 (1,2 %)

Véhicules produitsProduction de la Peugeot 406 Coupé0500010 00015 00020 00025 00019961998200020022004Véhicules produits
Les chiffres de production par pays ne prennent pas en compte les données inférieures à 1 % de la production totale, qui s’élève à 107 631 unités.
Les tarifs du Coupé en 2002 s’échelonnent de 28 200 € (2,2 l 160 ch BVM « Base ») pour l’entrée de gamme à 38 000 € (V6 210 ch BVA « Griffe ») pour le plus haut de gamme.

### Promotion

#### Train
En 1997, pour promouvoir la 406 Coupé, Peugeot collabore avec l’agence Euro RSCG Worldwide pour la création d’une publicité, diffusée à partir du mois de mai de la même année. Baptisé simplement « Train », le spot montre une 406 Coupé, de couleur gris Thallium, sur une route face à un train. Alors que le passage à niveau se baisse, les deux véhicules ne semblent pas s’arrêter. Finalement, la fin de la publicité montre que les barrières s’abaissent du côté du train, laissant passer le coupé.

#### Le Baiser de l’hôtel de ville
En 2000, Peugeot collabore de nouveau avec Euro RSCG Worldwide pour la création d’un film promotionnel, réalisé par Frédéric Planchon. La publicité propose une interprétation fictive du contexte entourant la création de la célèbre photographie Le Baiser de l’hôtel de ville de Robert Doisneau. Un homme au volant d’une 406 Coupé en bleu Riviera arpente les rues d’un Paris en noir et blanc, en anachronisme, tandis qu’une femme semble l’attendre. Lorsque l’homme arrive finalement à destination, il embrasse passionnément la femme, révélant ainsi le véritable contexte dans lequel la célèbre photographie aurait été prise. La publicité se clôture par une citation de Doisneau : « La beauté échappe aux modes passagères ». Le 16 mars 2000, la publicité reçoit le Toucan d’Or, un prix créé par la régie Circuit A en collaboration avec le magazine Stratégies et la Fédération nationale des cinémas français, ayant pour but de pour récompenser l’impact d’un film publicitaire.

## Réception
La presse spécialisée est enthousiasmée par son style et le coupé obtient plusieurs prix à sa sortie. Au Triennale de Milan de 1997, elle est élue « Coupé più Bello del Mondo », puis elle reçoit la même année le « Car Design Award » au Salon de l’automobile de Turin, et enfin le « prix de la plus belle voiture de l’année 1998 » au Festival automobile international. Le public se montre également réceptif et enthousiaste, ce qui se traduit par une rapide augmentation des commandes enregistrées. En effet, un sondage réalisé par l’institut Louis Harris pour le magazine Auto Live révèle que la Peugeot 406 Coupé est en première position des « voitures de rêve », devant les Mercedes-Benz CL 600, BMW Z8 et Ferrari 456 GT, de catégories plus haut de gamme.
Certains lui reprochent une planche de bord reprise de la berline ou un manque de sportivité mais Peugeot remplit ses objectifs avec des carnets de commande pleins à craquer. Son succès réside dans son confort et son bon comportement routier, doublé d’un tarif attractif pour une GT louée par la presse comme la voiture la plus belle du moment.

## Compétition

### Peugeot 406 Coupé BTC-T

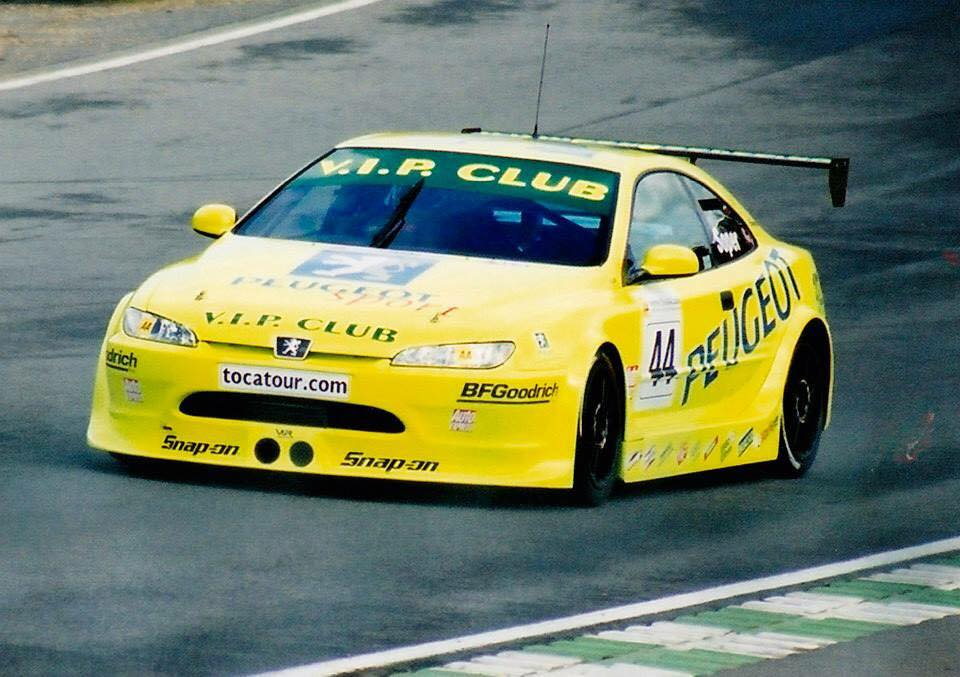
La Peugeot 406 Coupé BTC-T de Steve Soper en 2001.

En championnat britannique des voitures de tourisme (BTCC), après le succès de sa saison 2000 en remportant le championnat des pilotes de classe B, l’écurie Vic Lee Racing est retenue pour participer au programme officiel de Peugeot pour cette saison, en courant dans la classe BTC Touring pour la saison 2001. Vic Lee Racing et Peugeot construisent trois 406 Coupé BTC-T, et engagent Dan Eaves, Steve Soper et Matt Neal en tant que pilotes. Rapidement, Neal est remplacé par l’ancien pilote de moto Aaron Slight lors de plusieurs manches. Cependant, la taille imposante de la voiture limite sa maniabilité, la rendant moins compétitive que ses concurrentes. Malgré quelques résultats prometteurs, avec deux troisièmes places pour le pilote Dan Eaves, la 406 Coupé BTC-T ne répond pas aux attentes de Peugeot.
Après les maigres performances de 2001, Peugeot retire son soutien à Vic Lee Racing, choisissant plutôt de se concentrer sur sa campagne plus réussie au championnat du monde des rallyes. L’équipe, rebaptisée Team Halfords, continue tout de même de courir avec la 406 Coupé. Dan Eaves reste avec l’équipe, tandis que Carl Breeze et le champion de 1992 Tim Harvey rejoignent l’équipe. Cette deuxième saison reste infructueuse, le seul podium étant une deuxième place d’Eaves lors de la deuxième course de la saison. Malgré le manque de compétitivité globale, Dan Eaves et Tim Harvey terminent respectivement 1er et 3e de la « coupe des indépendants ». Pour 2003, l’équipe passe à la Peugeot 307 conçue par Sergio Rinland, dans l’espoir de devenir pus compétitif.

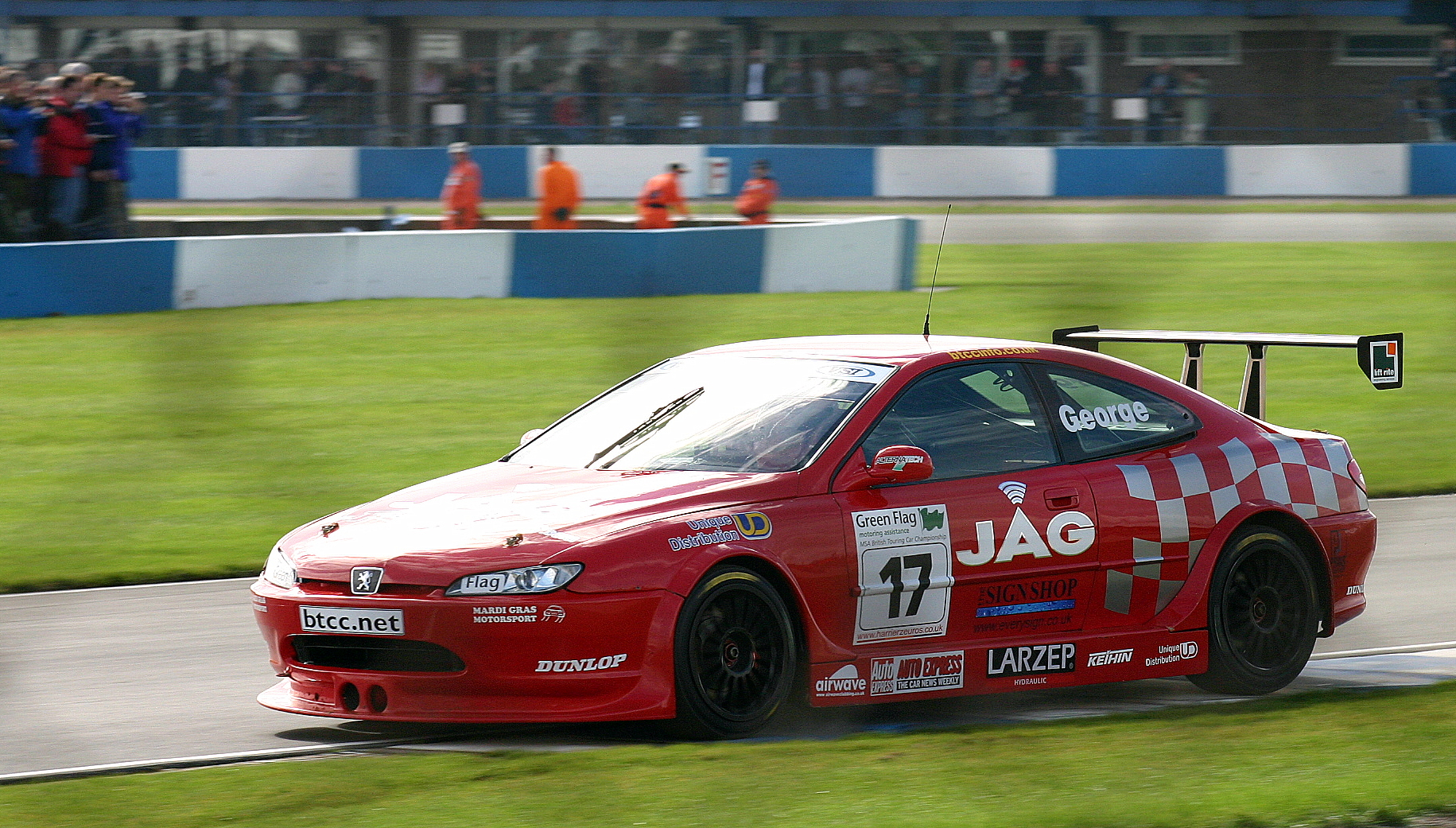
La 406 Coupé BTC-T de John George en 2004.

Les coupés 406 restent ainsi inutilisés en 2003. Cependant, à la mi-saison 2004, l’écurie Mardi Gras Motorsport décide de remplacer leur Honda Civic VII alimentée au GPL, de spécification FIA Super 2000, par la 406 Coupé. Sur les quatre courses auquel elle participe, la voiture s’avère à peine plus performante que sa devancière, ne terminant pas plus haut qu’une 12e place au circuit de Knockhill.

### Peugeot 406 Coupé Silhouette

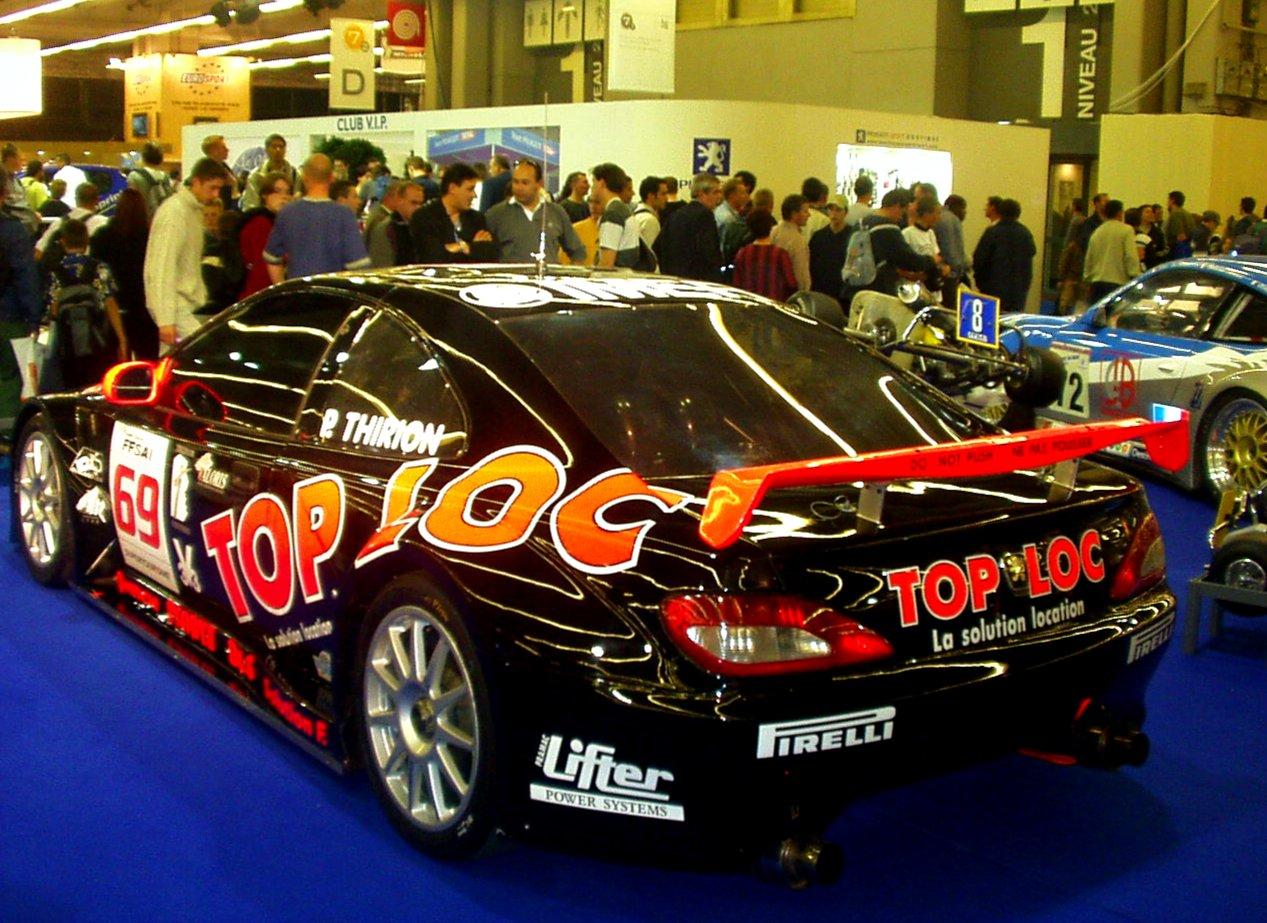
Une Peugeot 406 Coupé Silhouette au Mondial de l’Automobile de Paris 2002.

En 2001, le championnat de France de supertourisme, confrontée aux coûts devenus prohibitifs, la Fédération française du sport automobile (FFSA) introduit la catégorie « Silhouette » dans l’objectif de contenir les budgets et de redynamiser la discipline. Depuis les années 1990, Peugeot joue un rôle majeur dans la compétition de supertourisme. Tout d’abord avec la 405 Mi16, qui remporte le titre en 1994 avec Laurent Aïello, puis en 1999 et 2000 avec la 406 berline conduite par William David. En 2002, les « Silhouettes » font leur entrée, avec un châssis tubulaire et un moteur V6 de 3,0 L pour toutes les voitures. Chaque équipe a ensuite la liberté d’habiller le châssis avec les formes de son choix, et Peugeot opte pour la 406 Coupé.
Le coupé est donc équipé d’un V6 3,0 L développant 300 ch à 7 400 tr/min, avec un couple de 324 N m à 5 750 tr/min pour une masse de 950 kg. Dès son premier engagement, la 406 Coupé s’impose en supertourisme et remporte le titre en 2002 avec Soheil Ayari, puis réitère en 2004. Cependant, la catégorie traverse des difficultés, avec le départ de plusieurs constructeurs à l’exception de Peugeot, qui tente de maintenir la formule, le Groupe PSA fournissant les moteurs et Peugeot Sport concevant le châssis tubulaire pour la compétition. Cependant, l’intérêt du public et des médias s’estompe, conduisant à la clôture de la catégorie en 2005. Cette année, Peugeot aligne la nouvelle 407 Silhouette et remporte le dernier titre de la catégorie, toujours avec Soheil Ayari.

### Peugeot 406 Coupé F2000

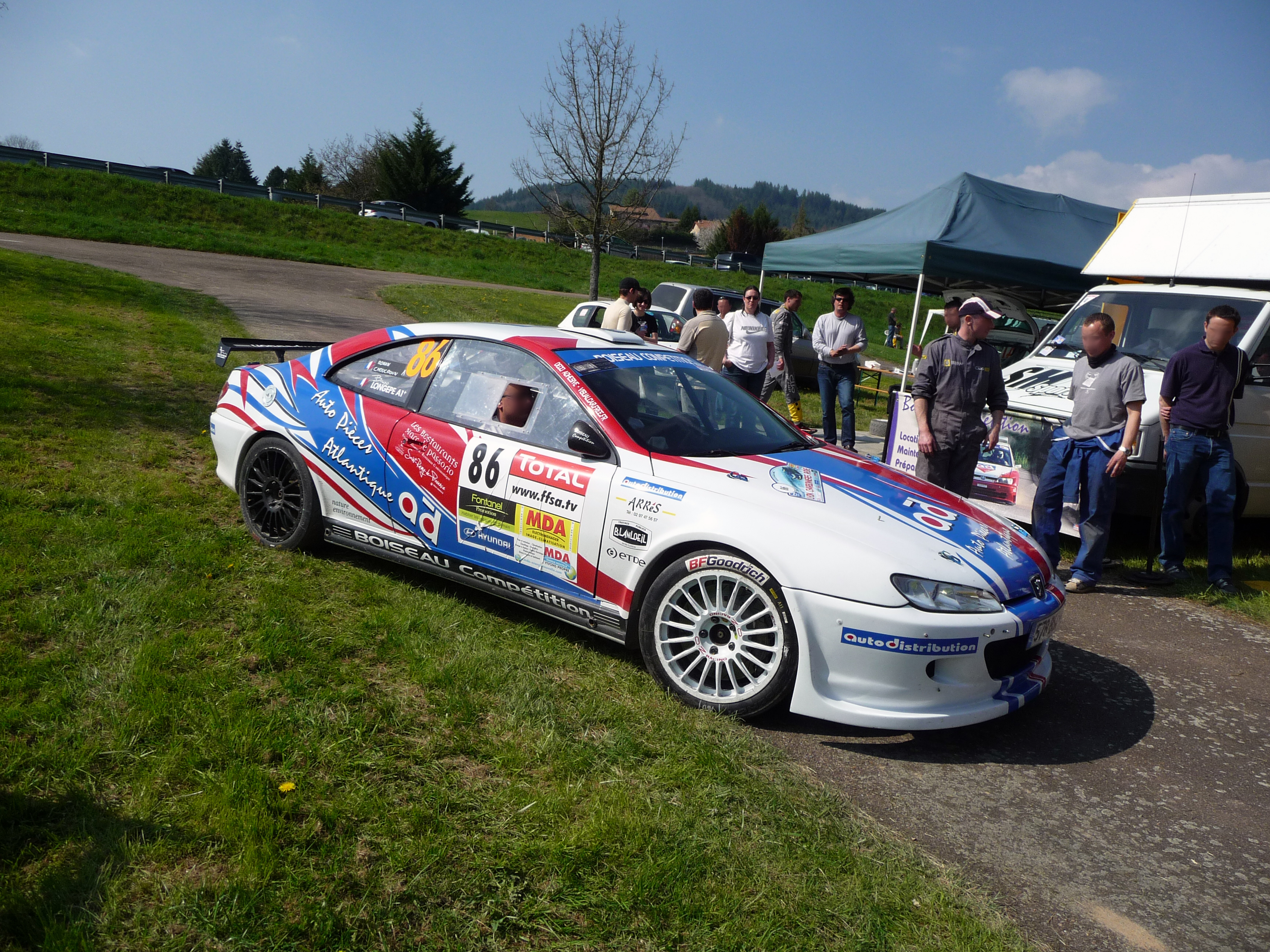
La 406 Coupé F2000 de Bruno Longépé en 2010.

Fin 2005, le pilote et préparateur automobile français Bruno Longépé s’engage en coupe de France des rallyes avec une unique Peugeot 406 Coupé F2000 de 295 ch, préparée à partir du moteur XU10J4RS 2,0 L. Il remporte plusieurs victoires en rallye « toutes catégories ».

## Dans la culture populaire

### Cinéma
Dans le film Le Dîner de cons de Francis Veber et sorti en 1998, une 406 Coupé de couleur Thallium percute la BMW Série 3 (E30) Cabriolet de Christine Brochant, interprétée par Alexandra Vandernoot, alors qu’elle grille un feu rouge. Le Coupé est notamment mis à l’honneur dans le film Le Boulet de Alain Berberian et Frédéric Forestier, sorti en 2002, avec Benoît Poelvoorde et Gérard Lanvin. Le coupé de couleur Thallium permet à Gérard Lanvin d’échapper à la police durant une course poursuite dans Paris. Une autre 406 Coupé de couleur Thallium apparaît dans Pur Week-end, film d’Olivier Doran sorti en 2007.

### Télévision
Le coupé apparaît dans la mini-série française L’Été rouge en 2002, le héros principal Georges Corraface se déplace avec le coupé une bonne partie de la saga. En novembre 2002, une 406 Coupé est utilisée dans la mini-série Le Champ Dolent, le roman de la Terre.

### Jeux vidéo
Plusieurs jeux vidéo permettent de se mettre au volant d’une 406 Coupé, comme Test Drive 4 (1997), C3 Racing: Car Constructors Championship (1998), Metropolis Street Racer (2000), Sega GT (2000), Europe Racer (2001), TOCA Race Driver (2002), Downtown Run (2003), WRC 3 (2003), The Getaway: Black Monday (2004), Enthusia Professional Racing (2005), Juiced: Eliminator (2006), Gangs of London (2006), et Saints Row: The Third (2011). En plus de ces titres, la 406 Coupé apparaît également dans plusieurs opus de la saga Gran Turismo, avec Gran Turismo 2 (2000), Gran Turismo Concept (2002), Gran Turismo 4 (2004), Gran Turismo PSP (2009), Gran Turismo 5 (2010) et Gran Turismo 6 (2013).